# Frédéric Chopin
Frédéric François Chopin (tên khai sinh là Fryderyk Franciszek Szopen; 1 tháng 3 năm 1810 – 17 tháng 10 năm 1849) là một nhà soạn nhạc và nghệ sĩ dương cầm người Ba Lan sống trong thời kỳ âm nhạc Lãng mạn, chủ yếu sáng tác cho độc tấu dương cầm. Ông là một trong những nhà soạn nhạc tiên phong của thời kỳ này với "chất thơ thiên tài dựa trên kỹ thuật không một ai đương thời có thể sánh bằng".
Chopin sinh ra tại Żelazowa Wola, Công quốc Warszawa và lớn lên chủ yếu ở thành phố Warszawa –  sau này trở thành một phần của Vương quốc Lập hiến Ba Lan vào năm 1815. Ông là một thần đồng, được đào tạo âm nhạc và viết một số tác phẩm tại Warszawa trước khi rời Ba Lan vào năm 20 tuổi, chỉ vài tuần trước khi cuộc nổi dậy tháng 11 diễn ra. Chuyển tới Paris vào năm 21 tuổi, ông chỉ có 30 buổi công diễn chủ yếu trong không khí thân mật của các cuộc họp mặt nghệ sĩ. Ông kiếm sống bằng việc bán các sáng tác và dạy học vì đây là công việc mà ông được nhiều người yêu cầu. Ông kết thân với nhạc sĩ người Hungary Franz Liszt và là thần tượng của nhiều nghệ sĩ đương thời như Robert Schumann. Sau khi đính hôn bất thành với Maria Wodzińska từ năm 1836 và 1837, ông duy trì mối quan hệ nhiều bất ổn với nữ văn hào Pháp Amantine Dupin (được biết đến với bút danh George Sand). Chuyến đi thăm ngắn ngủi và đau khổ cùng Sand tại Mallorca, Tây Ban Nha trong giai đoạn 1838–1839 là một trong những giai đoạn sung sức nhất trong sự nghiệp sáng tác của Chopin. Trong những năm cuối đời, Jane Stirling trở thành người bảo trợ của ông. Suốt hầu hết cuộc đời, sức khỏe của Chopin không được ổn định. Tháng 10 năm 1849, ông qua đời ở Paris, hưởng thọ 39 tuổi.
Tất cả các sáng tác của Chopin đều sử dụng dương cầm. Đa số tác phẩm của ông dành cho dương cầm độc tấu, nhưng ông cũng đã viết hai bản concerto cho dương cầm, một vài tác phẩm nhạc thính phòng và 19 bài hát có lời bằng tiếng Ba Lan. Các sáng tác dương cầm của ông thường mở rộng giới hạn của nhạc cụ và đòi hỏi kỹ thuật cao, còn những màn trình diễn của ông đã được ghi nhận về sắc thái và độ nhạy cảm. Tác phẩm dương cầm chính của ông gồm các bản mazurka, waltz, nocturne, polonaise, ballade không lời (mà Chopin đã tạo ra thành một thể loại), étude, impromptu, scherzo, prelude, và sonata. Một số tác phẩm được xuất bản chỉ sau khi ông qua đời. Những nguồn ảnh hưởng đến phong cách sáng tác của ông là dân ca Ba lan, nhạc cổ điển truyền thống của J. S. Bach, Mozart và Schubert, cùng bầu không khí của các salon ở Paris mà ông thường xuyên ghé thăm. Những đổi mới của ông trong phong cách, hòa âm và hình thức âm nhạc, cùng với sự kết hợp âm nhạc với chủ nghĩa dân tộc đã có ảnh hưởng đến trong và sau giai đoạn hậu Lãng mạn.
Âm nhạc của Chopin, việc trở thành một trong những siêu sao âm nhạc đầu tiên, mối liên hệ gián tiếp với các cuộc biến động chính trị, kèm theo đời sống tình cảm tai tiếng và cái chết sớm đã khiến ông trở thành biểu tượng hàng đầu của thời đại lãng mạn. Tác phẩm của ông vẫn còn phổ biến cho đến ngày nay. Ông là chủ đề của nhiều bộ phim và tiểu sử với độ trung thực lịch sử khác nhau. Những di tích của ông bao gồm viện Fryderyk Chopin – được Nghị viện Ba Lan thành lập nhằm nghiên cứu và quảng bá cuộc đời và tác phẩm của ông. Nơi đây cũng tổ chức Cuộc thi piano quốc tế Chopin, một cuộc thi danh giá dành riêng cho các tác phẩm của ông.

## Tiểu sử

### Đầu đời

#### Thời thơ ấu

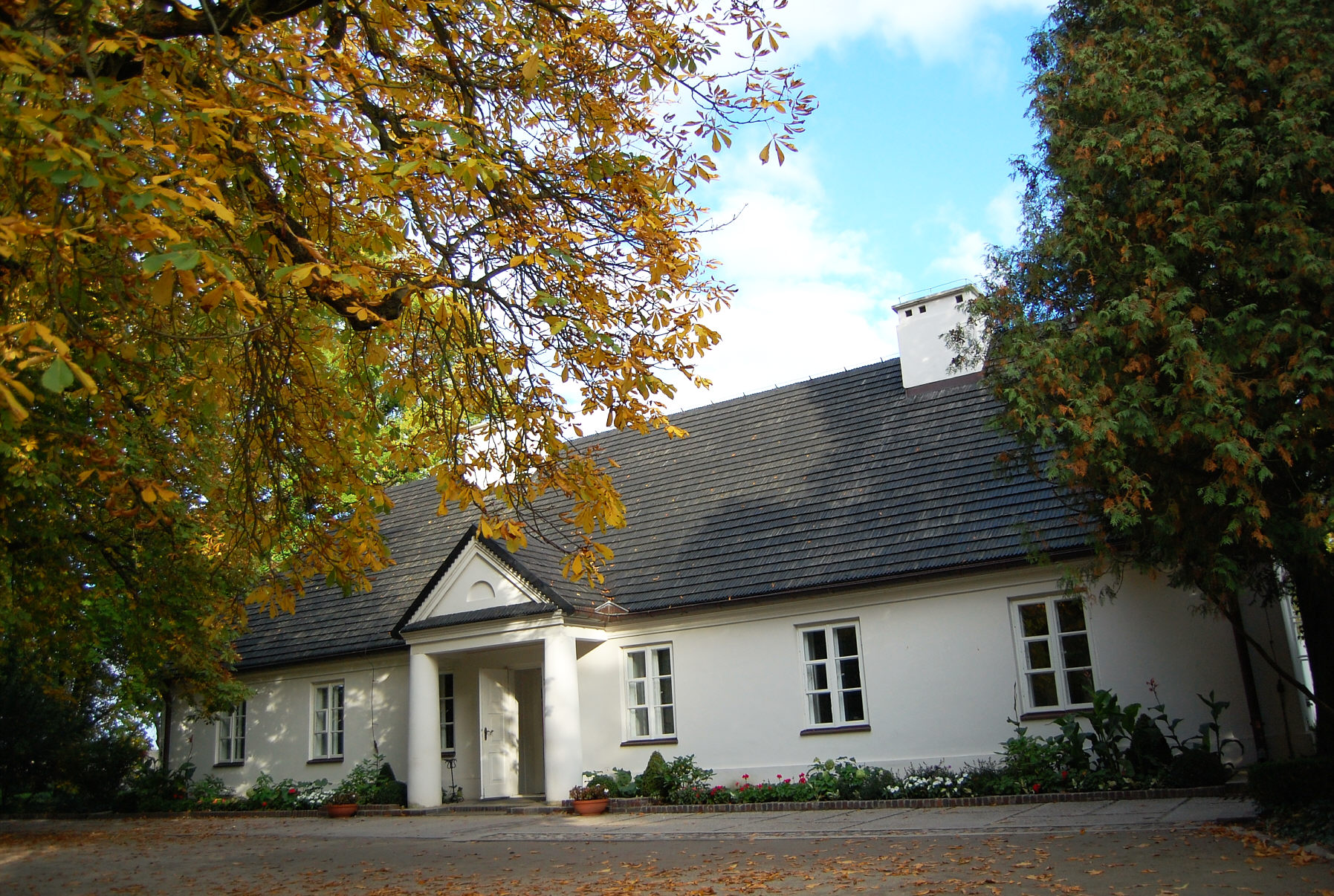
Nơi sinh ra Chopin tại Żelazowa Wola

Frédéric Chopin sinh ngày 1 tháng 3 năm 1810 tại thị trấn Żelazowa Wola (Ba Lan) cách Warszawa 46 km về phía Tây, nằm ở Công quốc Warszawa (nhà nước Ba Lan do Napoleon thành lập). Hồ sơ rửa tội của giáo xứ (ghi niên đại là 23 tháng 4 năm 1810) ghi chép ngày sinh của ông là 22 tháng 2 năm 1810 và trích tên riêng của ông theo tiếng Latinh là Fridericus Franciscus (trong tiếng Ba Lan, tên ông là Fryderyk Franciszek). Nhà soạn nhạc và gia đình ông đã chọn 1 tháng 3 làm ngày sinh; ngày này hiện được công nhận rộng rãi là ngày sinh chính xác.
Cha của Chopin tên là Mikołaj Chopin. Là một người Pháp đến từ Lorraine, Mikołaj di cư sang Ba Lan vào năm 1787 khi ông mới 16 tuổi. Tại đây, ông dạy kèm cho trẻ em của tầng lớp quý tộc Ba Lan. Năm 1806, ông kết hôn với Justyna Krzyżanowska. Justyna là người họ hàng nghèo với nhà Skarbek – một trong những gia đình quý tộc mà ông từng tới dạy. Fryderyk được rửa tội vào ngày 23 tháng 4 năm 1810 tại chính nhà thờ cha mẹ ông từng làm lễ kết hôn ở Brochów. Chopin được đặt tên theo người cha đỡ đầu Fryderyk Skarbek – một cậu học trò của cha mình, khi đó mới 18 tuổi. Fryderyk là con thứ hai của vợ chồng này và là con trai duy nhất. Ông ấy có một người chị tên Ludwika (1807–1855) cùng hai người em gái tên Izabela (1811–1881) và Emilia (1812–1827). Emilia có lẽ đã qua đời năm 14 tuổi do bệnh lao. Mikołaj luôn hướng về quê hương mới của mình, và ông kiên quyết sử dụng tiếng Ba Lan trong gia đình.

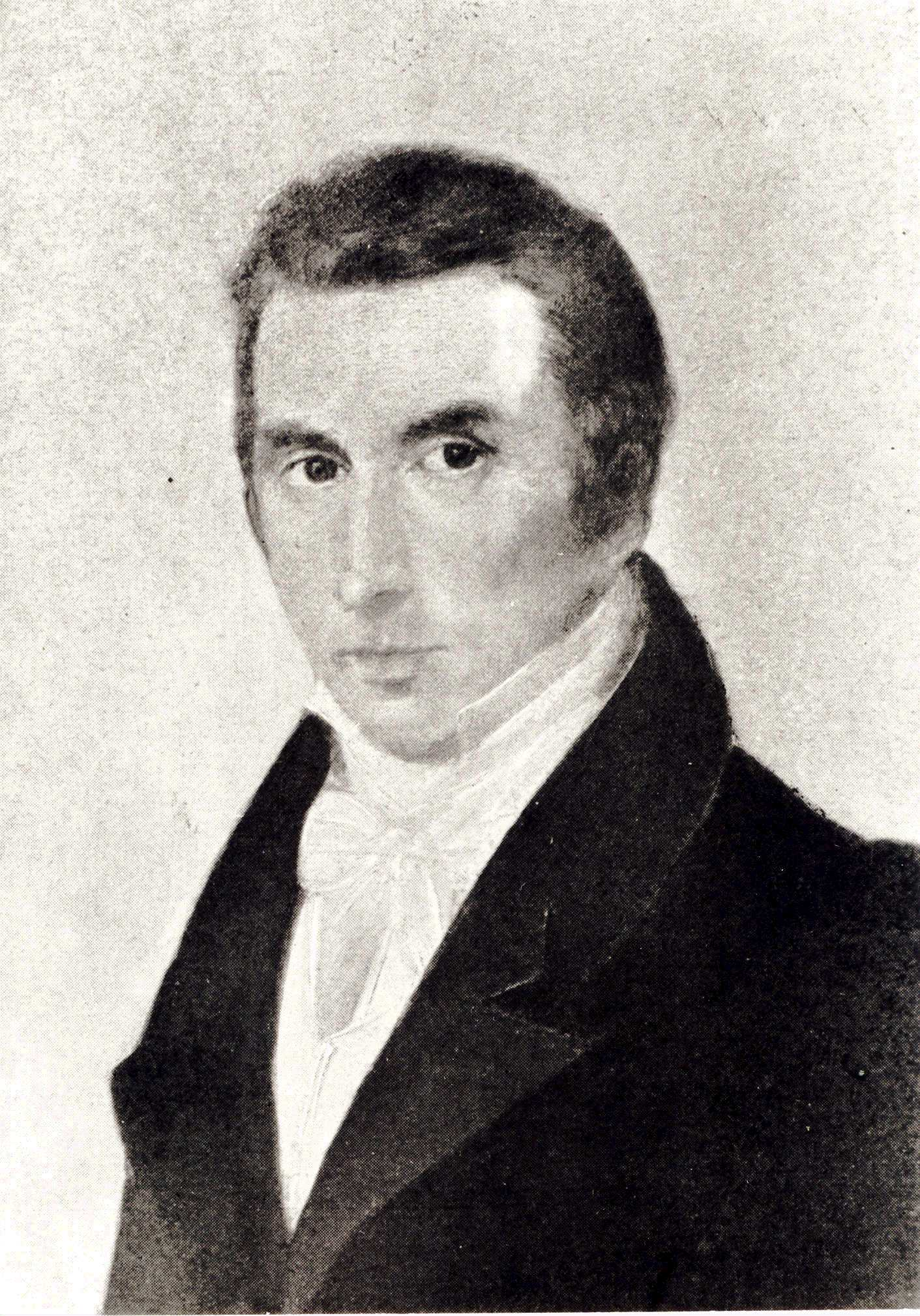
Cha của Chopin, Mikołaj Chopin, tranh do Mieroszewski, vẽ năm 1829

Tháng 10 năm 1810, sáu tháng sau khi Chopin ra đời, gia đình chuyển đến Warszawa. Tại đây Mikołaj làm giảng viên dạy tiếng Pháp ở Trường phổ thông Warszawa, lúc ấy nằm trong Lâu đài Saxon. Fryderyk sống với gia đình của mình trong nền lâu đài. Người cha chơi sáo và vĩ cầm, còn người mẹ chơi dương cầm và dạy môn này cho những đứa trẻ trong nhà nội trú (đây cũng là nơi nhà Chopin sinh sống). Chopin có vóc người mảnh khảnh, ngay cả lúc nhỏ ông cũng dễ bị ốm.
Chopin có thể đã học dương cầm từ mẹ mình, nhưng giáo viên đầu tiên của ông từ năm 1816 đến 1821 là nghệ sĩ dương cầm người Ba Lan Wojciech Żywny. Cô chị Ludwika cũng theo học Żywny và thỉnh thoảng chơi song tấu cùng ông. Người ta nhanh chóng nhận ra rằng ông là một thần đồng. Năm 7 tuổi, ông bắt đầu biểu diễn trước công chúng và vào năm 1817, ông đã sáng tác hai bản polonaise cung Sol thứ và Si giáng trưởng. Tác phẩm tiếp theo của ông là bản polonaise cung La giáng trưởng vào năm năm 1821. Tác phẩm được đề tặng cho Żywny và là bản thảo lâu đời nhất còn sót lại của Chopin.
Năm 1817, thống đốc Nga của Warszawa đã trưng dụng Cung điện Saxon cho mục đích quân sự. Trường phổ thông Warszawa (Warszawa Lyceum) đã được dựng lại ở Cung điện Kazimierz (ngày nay là hiệu trưởng của Đại học Warszawa). Chopin và gia đình chuyển đến một tòa nhà (hiện vẫn còn tồn tại) nằm cạnh Cung điện Kazimierz. Trong thời gian này, đôi khi ông được mời đến Cung điện Belweder để chơi cùng Đại công tước Konstantin Pavlovich của Nga – con trai của người cai trị Vương quốc Lập hiến Ba Lan (thuộc Nga). Ông chơi dương cầm và sáng tác một bản hành khúc cho Konstantin Pavlovich. Trong tác phẩm thơ ca kịch "Nasze Przebiegi" ("Bài diễn thuyết của chúng tôi", 1818), tác giả Julian Ursyn Niemcewicz đã khẳng định sự nổi tiếng của "cậu bé Chopin".

#### Giáo dục

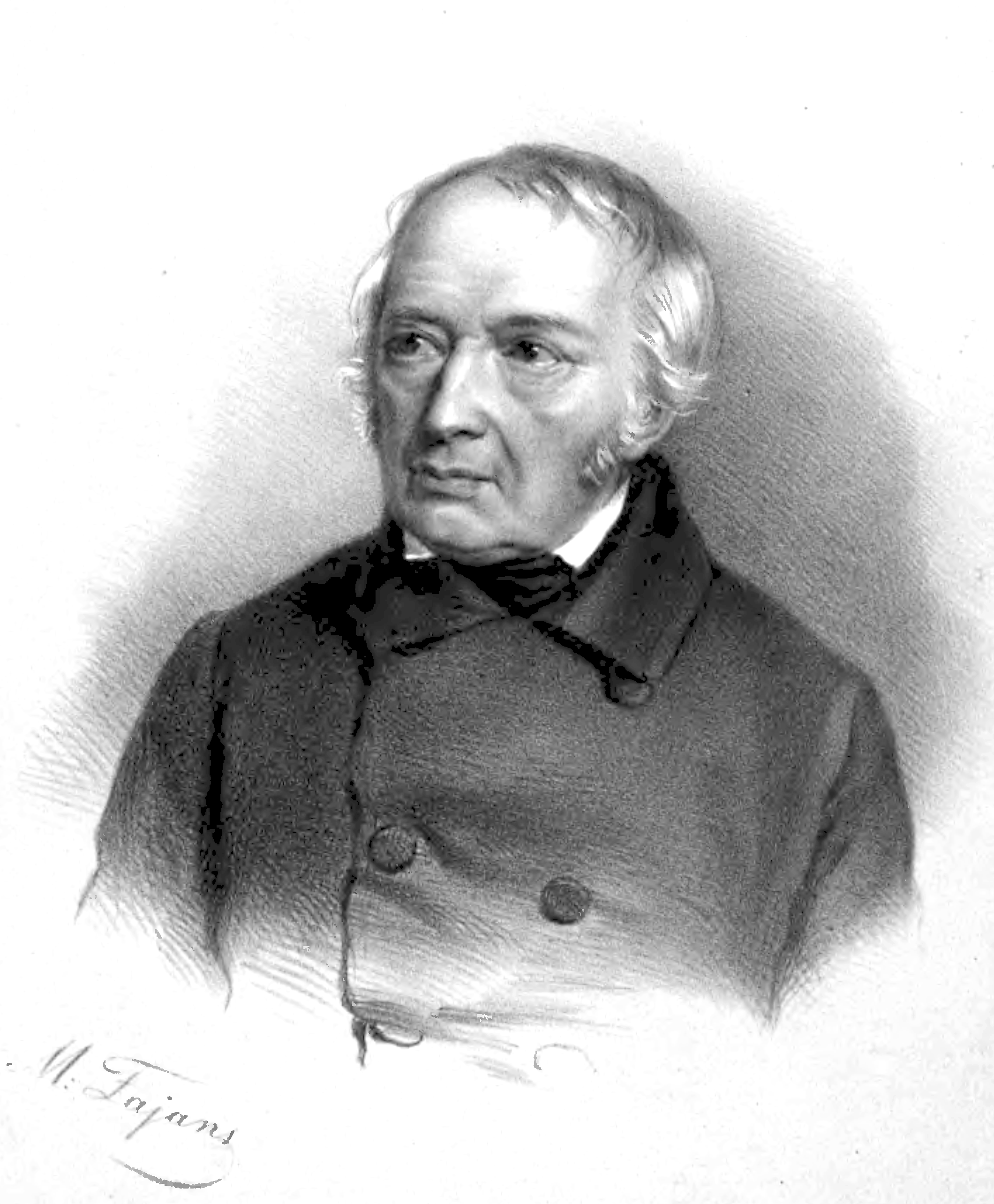
Józef Elsner sau năm 1853

Từ tháng 9 năm 1823 đến năm 1826, Chopin theo học ở trường Warszawa Lyceum. Trong năm học đầu tiên, ông học organ từ người nhạc sĩ người Séc Wilhelm Würfel. Mùa thu năm 1826, ông bắt đầu một khóa học dài ba năm dưới sự hướng dẫn của nhà soạn nhạc Józef Elsner tại Nhạc viện Warszawa. Tại Nhạc viện, ông được học lý thuyết âm nhạc, bè trầm có đánh số và sáng tác âm nhạc. Trong suốt thời gian này, ông tiếp tục sáng tác và độc tấu trong các buổi hòa nhạc và salon ở Warszawa. Ông được mời để quảng bá nhạc cụ "aeolomelodikon" (một nhạc cụ kết hợp giữa duơng cầm và đàn organ cơ học) với công chúng. Tháng 5 năm 1825, ông đã biểu diễn những tác phẩm ngẫu hứng của mình và một phần bản concerto của Ignaz Moscheles bằng aeolomelodikon. Sau sự thành công của buổi hòa nhạc này, Chopin nhận được lời mời biểu diễn một buổi độc tấu trên một nhạc cụ tương tự (gọi là "aeolopantaleon") trước Sa hoàng Alexander I, khi Sa hoàng ghé thăm Warszawa. Sau đó Sa hoàng tặng Chopin một chiếc nhẫn kim cương. Tại một buổi hòa nhạc aeolopantaleon tiếp theo vào ngày 10 tháng 6 năm 1825, Chopin biểu diễn tác phẩm Rondo Op. 1. Đây là tác phẩm đầu tiên của Chopin được xuất bản thương mại và khiến ông lần đầu tiên được nhắc đến trên báo chí nước ngoài, khi tờ báo Allgemeine musikalische Zeitung của Leipzig ca ngợi màn trình diễn với "vô số ý tưởng âm nhạc" của Chopin.
Từ năm 1824 đến 1828, Chopin đã đi nghỉ hè ở ngoài Warszawa. Năm 1824 và 1825 tại Szafarnia, ông là khách mời của Dominik Dziewanowski–cha của một người bạn học. Đây cũng là lần đầu tiên Chopin được tiếp xúc với dân ca Ba Lan. Những lá thư được viết bằng tiếng Ba Lan hiện đại và sống động mà ông gửi cho gia đình mình từ Szafarnia (ông đặt tên những lá thư này là "The Szafarnia Courier") đã thể hiện tài năng văn chương hồi nhỏ của ông và làm gia đình thích thú trước sự giễu nhại các tờ báo của Warszawa.
Năm 1827, sau khi Emilia (em gái út của Chopin) qua đời, gia đình chuyển từ tòa nhà Đại học Warszawa (khu liền kề với Cung điện Kazimierz) đến căn nhà đối diện trường đại học–nằm ở phụ phía nam của Cung điện Krasiński trên phố Krakowskie Przedmieście. Đây là nơi Chopin sinh sống cho đến khi ông rời Warszawa vào năm 1830. Tại đây, cha mẹ ông tiếp tục quản lý nhà trọ cho nam sinh. Bốn nam sinh nội trú tại căn hộ của cha mẹ đã trở thành những người thân thiết với Chopin: Tytus Woyciechowski, Jan Nepomucen Białobłocki, Jan Matuszyński và Julian Fontana. Về sau Matuszyński và Fontana trở thành một phần trong cuộc sống Paris của Chopin.
Chopin kết giao với các nghệ sĩ và giới tri thức trẻ của Warszawa, bao gồm Fontana, Józef Bohdan Zaleski, và Stefan Witwicki. Báo cáo cuối cùng của Nhạc viện Chopin (tháng 7 năm 1829) ghi chép: "Chopin F. là sinh viên năm thứ ba, sở hữu tài năng đặc biệt, và là thiên tài âm nhạc." Năm 1829, họa sĩ Ambroży Mieroszewski đã vẽ một bộ chân dung cho các thành viên trong gia đình Chopin, một bức trong số đó được xem là bức chân dung đầu tiên của nhà soạn nhạc.
Những lá thư mà Chopin gửi Woyciechowski trong giai đoạn 1829–30 (khi Chopin khoảng 20 tuổi) chứa những chi tiết ám chỉ rõ ràng đến tình dục đồng giới trong giấc mơ, thậm chí cả những nụ hôn.
Bây giờ em sẽ đi tắm. Đừng có ôm em khi em chưa tắm gội, Còn anh thì sao? Ngay cả khi em đã xức dầu thơm từ Byzantium, anh cũng sẽ không được ôm em - trừ khi ta hút nhau như nam châm. Nhưng Tự nhiên luôn có cách! Hôm nay anh sẽ mơ thấy mình đang ôm hôn em! Anh phải trả giá cho cơn ác mộng đã gây ra cho em đêm qua!— Frédéric Chopin gửi Tytus Woyciechowski (4 tháng 9 năm 1830)

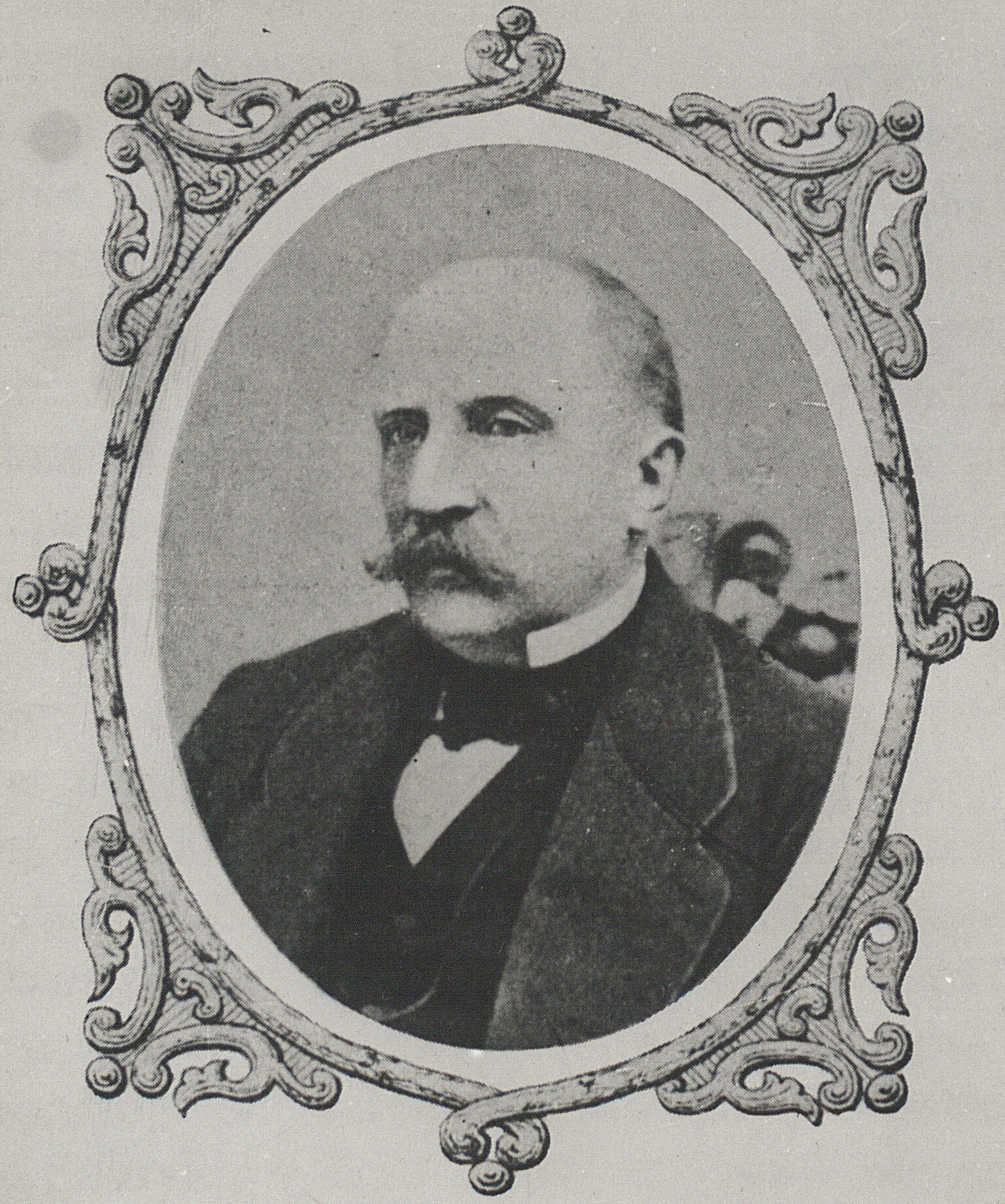
Tytus Woyciechowski trước năm 1879

Theo Adam Zamoyski, những cách diễn đạt như vậy “đã từng, và một phần nào đó vẫn còn, phổ biến trong tiếng Ba Lan và không mang hàm ý lớn lao nào ngoài khái niệm 'tình yêu'" được dùng để kết thúc thư từ ngày nay. "Tinh thần thấm nhuần phong trào Lãng mạn trong nghệ thuật và văn học của thời đại này ủng hộ việc thể hiện cảm xúc cực đoan... Mặc dù không thể loại trừ hoàn toàn, nhưng khả năng rất cao là hai người chưa từng là người yêu."
Người viết tiểu sử Alan Walker cho rằng, nếu những biểu hiện đó có thể được hiểu là đồng tính luyến ái thì đó chỉ là một giai đoạn thoáng qua trong cuộc đời của Chopin, hoặc theo lời của Walker, có thể là kết quả của  "thay đổi về tinh thần". Nhà âm nhạc học Jeffrey Kallberg lưu ý rằng các khái niệm về tập tính tình dục và bản dạng giới trong thời của Chopin rất khác biệt, do đó việc diễn giải theo quan điểm hiện đại sẽ có nhiều bất cập. Các học giả khác tranh luận rằng đây là biểu hiện rõ ràng hoặc tiềm ẩn về khuynh hướng đồng tính luyến ái của Chopin.
Có thể vào đầu năm 1829, Chopin đã gặp ca sĩ Konstancja Gładkowska và nảy sinh tình cảm sâu sắc với cô, mặc dù không rõ liệu ông có trực tiếp đề cập đến vấn đề này với cô hay chưa. Trong một lá thư gửi Woyciechowski ngày 3 tháng 10 năm 1829, ông nhắc đến "người lý tưởng của mình, người mà em đã chung thủy suốt sáu tháng, dù không nói lời nào với nàng về tình cảm của mình; người mà em mơ ước, người đã truyền cảm hứng cho chương Adagio trong bản Concerto". Theo sự dẫn dắt của Frederick Niecks, tất cả những cây viết tiểu sử của Chopin đều nhất trí rằng "người tình lý tưởng" này ám chỉ Gładkowska. Sau buổi hòa nhạc chia tay của Chopin tại Warszawa (ông biểu diễn bản concerto, còn Gładkowska hát aria của Gioachino Rossini) vào tháng 10 năm 1830, hai người trao nhẫn với nhau. Hai tuần sau, cô viết một số dòng tạm biệt trìu mến cho Chopin trong album của ông. Sau khi Chopin rời Warszawa, ông và Gładkowska không còn gặp nhau và dường như họ không giữ liên lạc qua thư từ.

### Sự nghiệp

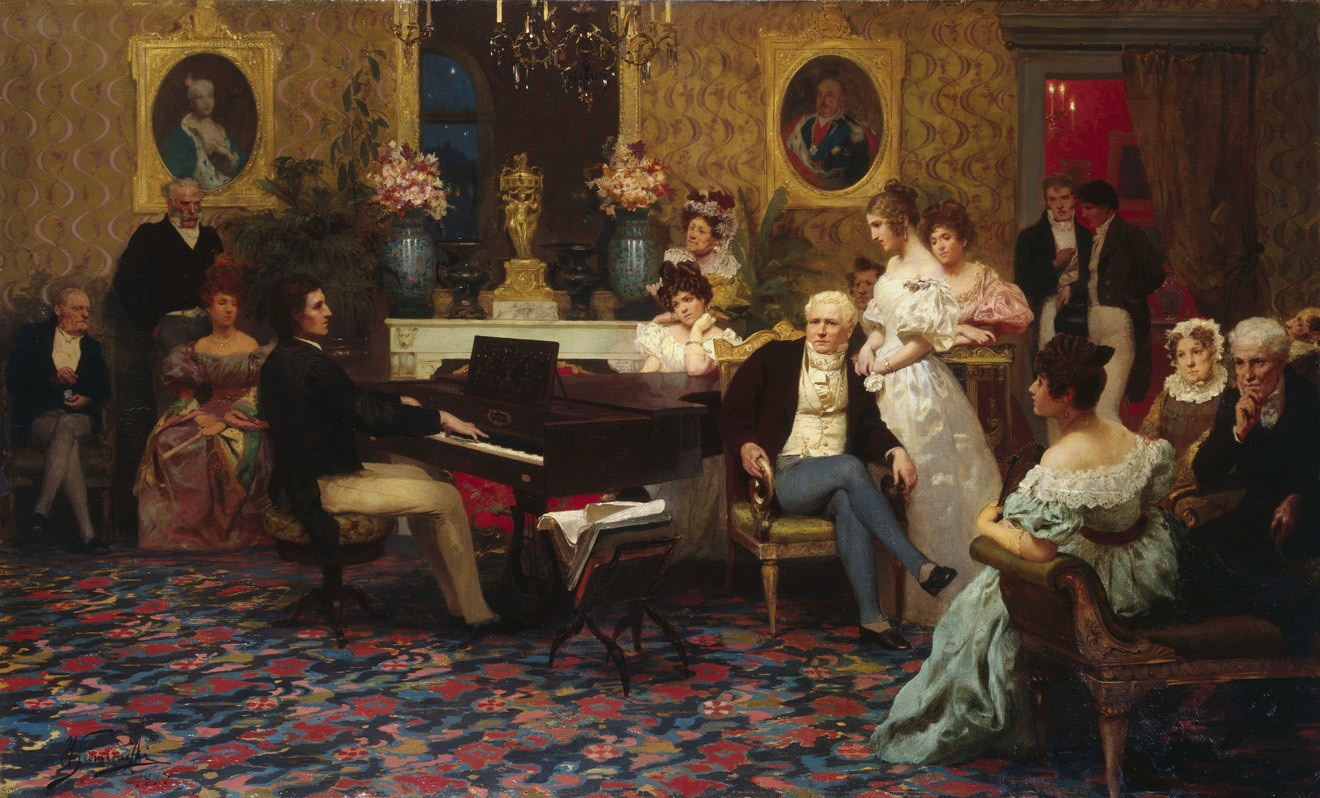
Chopin chơi đàn cho Antoni Radziwiłł, 1829 (tranh vẽ bởi Henryk Siemiradzki, 1887)

#### Du lịch và thành công trong nước
Tháng 9 năm 1828, khi còn là sinh viên, Chopin đến thăm Berlin cùng nhà động vật học Feliks Jarocki – bạn của gia đình ông. Tại đây, ông thưởng thức các vở opera do Gaspare Spontini chỉ đạo và tham dự các buổi hòa nhạc của Carl Friedrich Zelter, Felix Mendelssohn và những người nổi tiếng khác. Trong lần trở về Berlin năm 1829, ông là khách mời của Hoàng tử Antoni Radziwiłł – thống đốc của Đại công quốc Posen và là một nhà soạn nhạc tài năng và nghệ sĩ cello đầy tham vọng. Chopin đã viết tác phẩm Introduction và Polonaise brillante cung Đô trưởng cho cello và dương cầm, Op. 3 dành cho hoàng tử và cô con gái là nghệ sĩ dương cầm Wanda.
Trở lại Warszawa năm đó, Chopin đi nghe Niccolò Paganini biểu diễn violin và ông sáng tác một bộ nhạc phẩm biến tấu mang tên Souvenir de Paganini. Có lẽ chính trải nghiệm này là nguồn cảm hứng để ông sáng tác bộ Étude đầu tiên (1829–1832) nhằm tự khám phá khả năng của nhạc cụ. Sau khi hoàn thành chương trình học tại Nhạc viện Warszawa, ông có buổi ra mắt tại Viên. Ông tổ chức hai buổi hòa nhạc dương cầm và nhận được nhiều đánh giá tích cực. Ngoài ra (theo lời Chopin), còn có một số bình luận cho rằng ông "quá yếu đuối đuối trước những người quen chỉ trích các nghệ sĩ dương cầm địa phương". Trong buổi hòa nhạc đầu tiên, ông đã ra mắt tác phẩm Biến tấu trên chủ đề "Là ci darem la mano", Op. 2 (các biến tấu trên bản song ca từ vở opera Don Giovanni) của Mozart cho dương cầm và dàn nhạc. Ông trở lại Warszawa vào tháng 9 năm 1829 và cho ra mắt tác phẩm Concerto cho dương cầm số 2 cung Fa thứ, Op. 21 vào ngày 17 tháng 3 năm 1830.
Những thành công của Chopin trong nghề soạn nhạc và nghệ sĩ biểu diễn đã mở ra cho ông cánh cửa đến Tây Âu. Theo lời của Zdzisław Jachimecki, vào ngày 2 tháng 11 năm 1830, ông lên đường: "bước vào thế giới rộng lớn mãi mà không xác định mục tiêu rõ ràng nào". Ông cùng Woyciechowski lại lên đường sang Áo và dự kiến tiếp tục sang Ý. Cuối tháng đó, tại Warszawa diễn ra Cuộc nổi dậy tháng 11 năm 1830, nên Woyciechowski trở về Ba Lan để nhập ngũ. Lúc này một mình ở Viên, Chopin hoài niệm về quê hương và viết cho một người bạn rằng "Tôi nguyền rủa khoảnh khắc tôi từ biệt [Warszawa]." Tháng 9 năm 1831, khi biết tin cuộc nổi loạn đã thất bại trong chuyến đi từ Viên đến Paris, ông bày tỏ nỗi đau khổ của mình trên các trang nhật ký: "Ôi Chúa ơi! ... Người ở đó, vậy mà Người không trả thù!". Nhật ký hiện đang nằm ở Thư viện quốc gia Ba Lan. Jachimecki cho rằng những sự kiện này đã khiến nhà soạn nhạc trưởng thành "trở thành một nhà thơ dân tộc đầy cảm hứng. Ông là người linh cảm quá khứ, hiện tại và tương lai của quê hương Ba Lan".

#### Paris

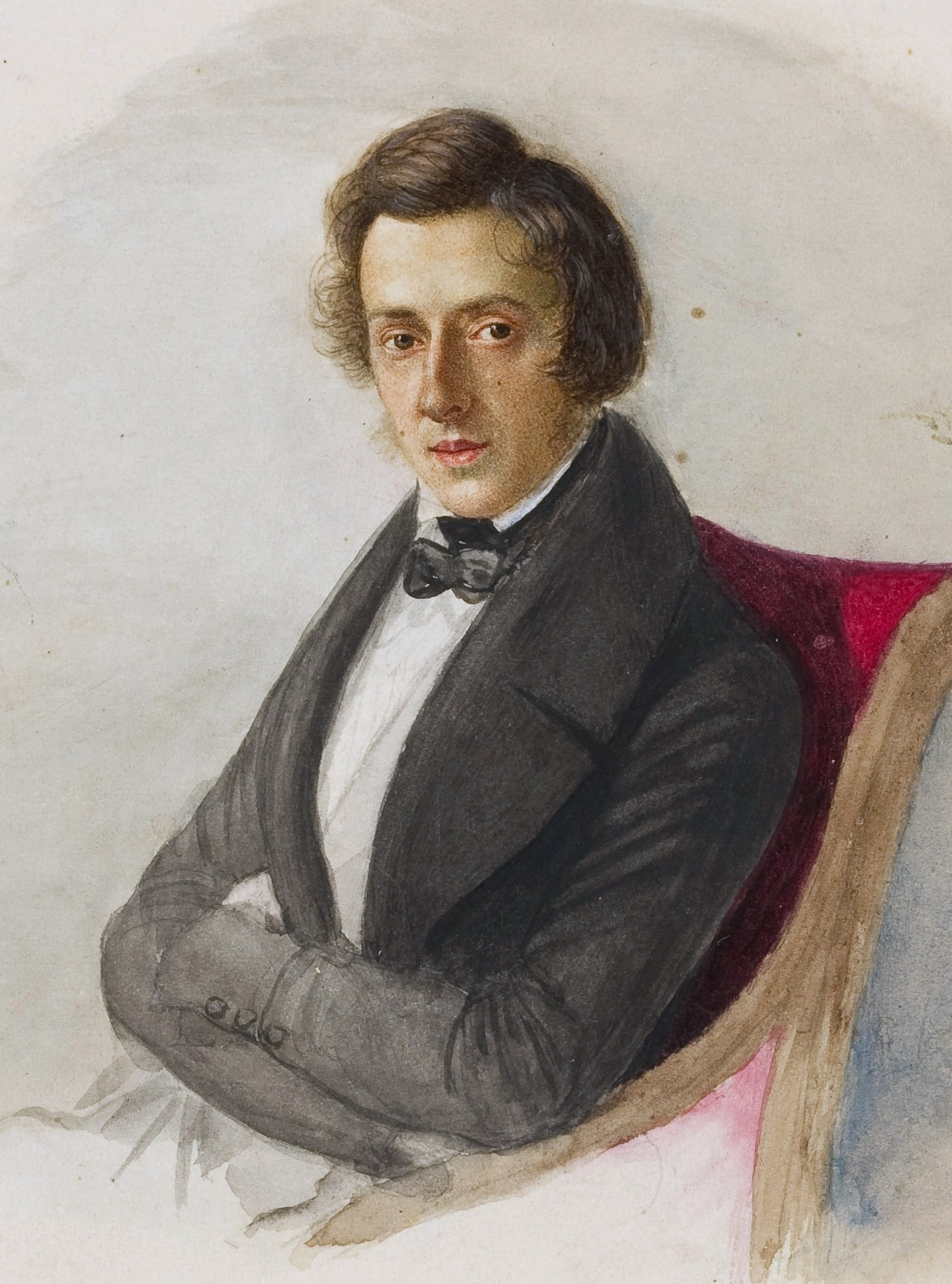
Chopin năm 25 tuổi, tranh do hôn thê Maria Wodzińska vẽ năm 1835

Khi rời Warszawa vào ngày 2 tháng 11 năm 1830, ban đầu Chopin định đến Ý, nhưng tình hình bất ổn dữ dội ở Ý khiến nơi đó trở thành một điểm đến nguy hiểm. Vì vậy, ông đã chọn Paris là điểm đến tiếp theo. Tuy nhiên những khó khăn trong việc xin thị thực từ chính quyền Nga đã khiến ông phải xin giấy phép quá cảnh từ đại sứ Pháp. Nhiều năm sau đó, ông đã trích dẫn lời chứng thực trên hộ chiếu "Passeport en passant par Paris à Londres" ("Nối chuyến đến London qua Paris"). Ông nói đùa rằng mình đến thành phố này "chỉ để trung chuyển". Ngày 5 tháng 10 năm 1831, Chopin cập bến Paris và quyết định không bao giờ trở lại Ba Lan nữa, kể từ đó ông trở thành một trong nhiều người di cư trong cuộc đại di cư Ba Lan. Ở Pháp, Chopin sử dụng tên mình theo cách viết tiếng Pháp. Sau khi nhập quốc tịch Pháp vào năm 1835, ông bắt đầu sử dụng hộ chiếu Pháp để đi lại. Chopin vẫn coi những người Ba Lan lưu vong như những người bạn và người tâm giao. Ông không bao giờ cảm thấy hoàn toàn thoải mái khi nói tiếng Pháp hoặc khi coi mình là người Pháp, mặc dù cha ông là người gốc Pháp. Theo lời của Adam Zamoyski, ông luôn coi mình là người Ba Lan.
Ở Paris, Chopin đã gặp nhiều nghệ sĩ và những nhân vật nổi tiếng khác và tìm được nhiều cơ hội để thành danh qua tài năng của mình. Trong những năm ở Paris, ông đã làm quen với nhiều người, gồm Hector Berlioz, Franz Liszt, Ferdinand Hiller, Heinrich Heine, Eugène Delacroix, Alfred de Vigny và Friedrich Kalkbrenner. Kalkbrenner là người giới thiệu ông với nhà sản xuất dương cầm Camille Pleyel. Đây là mốc khởi đầu cho mối quan hệ lâu dài và bền chặt giữa Chopin và các nhạc cụ của Pleyel. Chopin cũng làm quen với nhà thơ Adam Mickiewicz – hiệu trưởng của Hiệp hội Văn học Ba Lan. Một số câu thơ của Mickiewicz được Chopin sử dụng làm bài hát. Ông cũng nhiều lần làm khách mời của Hầu tước Astolphe de Custine – một trong những người hâm mộ nhiệt thành của ông. Tại phòng khách của Custine, ông thường biểu diễn các tác phẩm của minh.
Hai người bạn Ba Lan ở Paris cũng có vai trò quan trọng trong cuộc đời Chopin ở Pháp. Julian Fontana (bạn học tại Nhạc viện Warszawa) ban đầu đã cố gắng định cư tại Anh nhưng không thành. Theo lời của nhà sử học âm nhạc Jim Samson, Fontana trở thành "người hầu chung và người chép nhạc" cho Chopin. Albert Grzymała (một nhà tài chính giàu có và nhân vật có tiếng trong xã hội Paris) thường làm cố vấn cho Chopin và theo lời của Zamoyski, người này "dần dần đảm nhiệm vai trò của một người anh trong cuộc đời [Chopin]".
Ngày 7 tháng 12 năm 1831 đánh dấu cột mốc Chopin nhận được sự ủng hộ đầu tiên từ một nhân vật đương thời xuất chúng: Robert Schumann đánh giá tác phẩm Biến tấu “Là ci Darem” (Op. 2) trong tạp chí Allgemeine musikalische Zeitung (bài viết âm nhạc đầu tiên của ông được xuất bản) bằng tuyên bố: "Quý vị, hãy ngả mũ chào một thiên tài!" Ngày 25 tháng 2 năm 1832, Chopin có buổi hòa nhạc đầu tiên ở Paris tại "salons de MM Pleyel" ở số 9 phố Cadet, thu hút sự ngưỡng mộ của công chúng. Nhà phê bình François-Joseph Fétis đã viết trong tạp chí Revue et gazette musicale: "Đây là một chàng trai trẻ ... không theo khuôn mẫu nào, đã tìm thấy, nếu không phải là một sự đổi mới hoàn toàn của âm nhạc dành cho dương cầm, ... [thì] cũng là sự dạt dào những ý tưởng độc đáo chưa từng thấy ..." Sau buổi hòa nhạc này, Chopin nhận ra rằng kỹ thuật chơi đàn phím lặng lẽ của ông không phù hợp với không gian hòa nhạc lớn. Cuối năm đó, ông được giới thiệu với gia tộc Rothschild, một gia đình ngân hàng giàu có. Nhờ Rothschild bảo trợ, Chopin được đến với các salon (các buổi tụ họp xã hội của giới quý tộc và giới tinh hoa nghệ thuật và văn học) riêng tư khác. Đến cuối năm 1832, Chopin đã khẳng định được vị thế của mình trong giới tinh hoa âm nhạc Paris và giành được sự tôn trọng của những người đồng trang lứa như Hiller, Liszt và Berlioz. Ông không còn phụ thuộc về mặt tài chính vào cha mình nữa, và vào mùa đông năm 1832, ông bắt đầu kiếm được một khoản thu nhập kha khá từ việc xuất bản các tác phẩm của mình và dạy dương cầm cho những sinh viên thuộc giới nhà giàu trên khắp châu Âu. Ông không còn phải đối mặt với căng thẳng từ việc tổ chức hòa nhạc công cộng, điều mà ông vốn không thích.
Tại Paris, Chopin hiếm khi biểu diễn trước công chúng. Trong những năm về sau, ông thường chỉ tổ chức một buổi hòa nhạc thường niên tại Salle Pleyel, một địa điểm có sức chứa 300 người. Ông thích chơi đàn tại căn hộ riêng của mình ở Paris cho những nhóm bạn nhỏ hơn là ở các salon, nơi ông cũng thường xuyên biểu diễn. Nhà âm nhạc học Arthur Hedley đã nhận xét rằng: "Là một nghệ sĩ dương cầm, Chopin là người duy nhất có được danh tiếng hàng đầu từ số lần xuất hiện trước công chúng tối thiểu – ít hơn 30 lần trong suốt cuộc đời mình". Danh sách các nhạc sĩ tham gia một số buổi hòa nhạc của ông cho thấy sự phong phú của đời sống nghệ thuật Paris trong giai đoạn này. Một số ví dụ bao gồm một buổi hòa nhạc vào ngày 23 tháng 3 năm 1833 trong đó Chopin, Liszt và Hiller đã biểu diễn một bản hòa tấu của J. S. Bach cho ba đàn phím và một buổi hòa nhạc vào ngày 3 tháng 3 năm 1838 trong đó Chopin, học trò của ông Adolphe Gutmann, cùng với Charles-Valentin Alkan, và giáo viên của Alkan Joseph Zimmermann biểu diễn hai chương từ Bản giao hưởng số 7 của Beethoven, được chuyển soạn cho tám tay bởi Alkan. Chopin cũng tham gia vào quá trình sáng tác tác phẩm Hexameron của Liszt; ông viết biến tấu thứ sáu (và cũng là biến tấu cuối cùng) dựa trên chủ đề của Bellini. Âm nhạc của Chopin dần trở nên phổ biến hơn, và vào năm 1833, ông ký hợp đồng với Maurice Schlesinger, người đã sắp xếp để xuất bản các tác phẩm của Chopin không chỉ ở Pháp mà còn thông qua các mối quan hệ gia đình ở Đức và Anh.

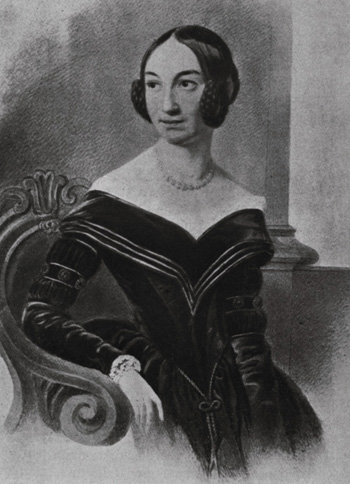
Maria Wodzińska, chân dung tự vẽ

Mùa xuân năm 1834, Chopin tham dự Liên hoan Âm nhạc vùng Hạ sông Rhin ở Aix-la-Chapelle cùng Hiller và gặp Felix Mendelssohn. Sau lễ hội, ba người đến thăm Düsseldorf, nơi Mendelssohn được bổ nhiệm làm giám đốc âm nhạc. Họ dành "một ngày rất dễ chịu", theo lời của Mendelssohn, chơi nhạc trên cây đàn dương cầm của Mendelssohn và thảo luận về âm nhạc. Cả ba cũng gặp Friedrich Wilhelm Schadow, giám đốc Học viện Nghệ thuật, và một số học trò lỗi lạc của Schadow như Lessing, Bendemann, Hildebrandt và Sohn. Năm 1835, Chopin sang Carlsbad thăm cha mẹ, cũng là lần cuối cùng được gặp họ. Trên đường về Paris, ông gặp lại những người bạn cũ từ Warszawa, gia đình Wodziński, trong đó có Maria, cô học trò piano mà ông từng dạy khi còn ở Ba Lan. Cuộc gặp gỡ này đã thôi thúc ông ở lại Dresden hai tuần, vì trước đó ông định đi qua Leipzig để về Paris. Bức chân dung của cô gái 16 tuổi về nhà soạn nhạc đã được coi là một trong những bức chân dung giống Chopin nhất, cùng với bức chân dung của Delacroix. Vào tháng 10, Chopin cuối cùng cũng đến Leipzig, gặp được Schumann, Clara Wieck, và Mendelssohn, người đã bố trí cho ông xem một buổi biểu diễn tác phẩm Oratorio St. Paul của mình, và gọi ông là "một nhạc sĩ hoàn hảo". Vào tháng 7 năm 1836, Chopin đến Marienbad và Dresden để ở cùng gia đình Wodziński, và vào tháng 9, ông cầu hôn Maria, mẹ bà là Nữ bá tước Wodzińska đã chấp thuận về nguyên tắc. Chopin tiếp tục đến Leipzig để tặng Schumann bản Ballade cung Sol thứ. Vào cuối năm 1836, ông gửi cho Maria một album nhạc trong đó cô chị Ludwika đã sao chép 7 bài hát của ông và bản Nocturne cung Đô thăng thứ, Lento con gran espressione, được viết năm 1830. Lời cảm ơn nhẹ nhàng mà ông nhận được từ Maria hóa ra lại là lá thư cuối cùng ông nhận được từ bà. Chopin cất những lá thư ấy vào một phong bì lớn, bên ngoài đề dòng chữ "Nỗi bất hạnh của tôi" ("Moja bieda"). Ông giữ tập thư ấy như kỷ vật tình yêu thứ hai trong trong ngăn kéo bàn làm việc cho đến cuối đời.

#### Franz Liszt

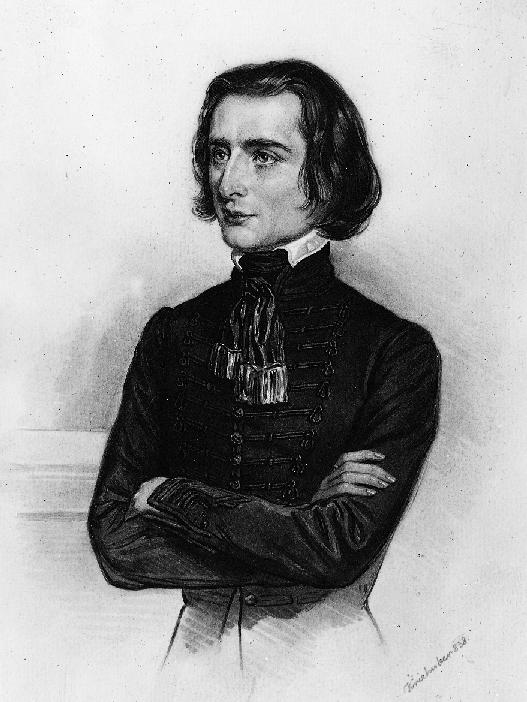
Franz Liszt, do Josef Kriehuber vẽ năm 1838

Mặc dù không rõ thời điểm chính xác Chopin lần đầu gặp Franz Liszt sau khi đến Paris, nhưng vào ngày 12 tháng 12 năm 1831, ông đề cập trong một lá thư gửi cho người bạn Woyciechowski rằng "Em đã gặp Rossini, Cherubini, Baillot, v.v. – cả Kalkbrenner nữa. Anh sẽ không tin được là em tò mò đến thế nào về Herz, Liszt, Hiller, v.v. đâu" Đến dự buổi ra mắt của Chopin tại Paris vào ngày 26 tháng 2 năm 1832 tại Salle Pleyel, Liszt nhận xét như sau: “Những tràng pháo tay nồng nhiệt nhất cũng không đủ cho thứ tài năng đang mở ra kỷ nguyên mới của cảm xúc thi ca và trình bày những cách tân đáng mừng trong cốt lõi nghệ thuật của anh.”
Hai người trở thành bạn và sống gần nhau trong nhiều năm ở Paris, Chopin ở số 38 Rue de la Chaussée-d'Antin, còn Liszt ở Hôtel de France trên Rue Laffitte, cách Chopin vài dãy nhà. Họ biểu diễn cùng nhau 7 lần trong khoảng thời gian từ năm 1833 đến năm 1841. Lần biểu diễn đầu tiên là ngày 2 tháng 4 năm 1833 tại một buổi hòa nhạc từ thiện do Hector Berlioz tổ chức cho Harriet Smithson, nữ diễn viên chuyên diễn kịch Shakespeare bị phá sản và là vợ của Berlioz. Trong buổi hòa nhạc, họ chơi bản Sonata cung Fa thứ của George Onslow dành cho 2 dương cầm. Những lần xuất hiện chung về sau bao gồm một buổi hòa nhạc từ thiện cho Hiệp hội từ thiện của phụ nữ Ba Lan tại Paris. Lần cuối cùng cả hai xuất hiện trước công chúng là tại một buổi hòa nhạc từ thiện nhân dịp khánh thành tượng đài Beethoven ở Bonn, được tổ chức tại Salle Pleyel và Nhạc viện Paris vào ngày 25 và 26 tháng 4 năm 1841.
Dù rất quý trọng và ngưỡng mộ nhau nhưng tình bạn giữa Chopin và Liszt không hề suôn sẻ, thậm chí mang đôi chút yêu–ghét. Harold C. Schonberg nhận định Chopin có "chút ghen tị và thù hận" trước tài năng trình diễn điêu luyện của Liszt. Một số học giả khác cũng cho rằng Chopin bị cuốn hút bởi phong cách biểu diễn đầy kịch tính và thành công rực rỡ của Liszt. Liszt là người được Chopin đề tặng bản Étude Op. 10, và màn trình diễn của Liszt khiến Chopin phải viết thư cho Hiller, thổ lộ "tôi muốn đánh cắp cách anh ta chơi étude của tôi." Tuy nhiên, năm 1843, Chopin bất bình khi Liszt tự ý thêm thắt trong khi biểu diễn nocturne của mình, yêu cầu phải chơi đúng nguyên bản hoặc đừng chơi nữa, buộc Liszt phải xin lỗi. Hầu hết các nhà viết tiểu sử của Chopin cho rằng Chopin và Liszt dần xa cách sau đó, dù trong thư từ đến tận năm 1848, Chopin vẫn gọi Liszt là "người bạn của tôi". Một số nhà bình luận cho rằng nguyên nhân rạn nứt đến từ chuyện tình cảm cá nhân. Có ý kiến cho rằng Liszt ghen khi người tình Marie d'Agoult quá quan tâm đến Chopin, một số khác tin rằng Chopin không thoải mái khi thấy Liszt thân thiết với George Sand.

#### George Sand

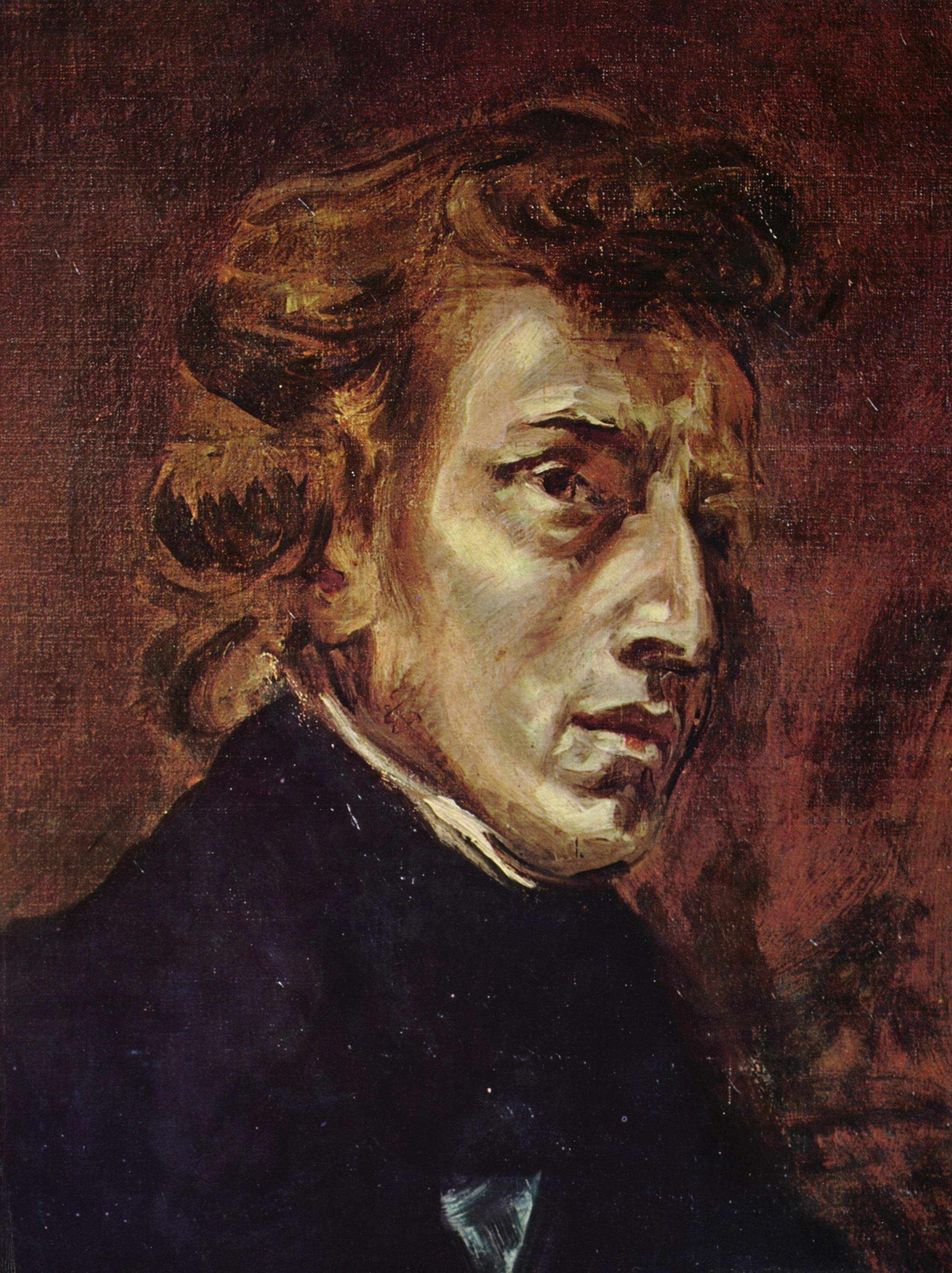
Chân dung Chopin năm 28 tuổi do họa sĩ Eugène Delacroix vẽ năm 1838. Ban đầu bức hình này là một nửa của chân dung đúp giữa Chopin và Sand

Năm 1836, tại một bữa tiệc do Marie d'Agoult tổ chức, Chopin đã gặp nữ văn sĩ người Pháp George Sand (tên khai sinh [Amantine] Aurore [Lucile] Dupin). Với vóc dáng nhỏ bé (chưa đầy năm feet, tức 152 cm), nước da ngăm đen, đôi mắt to và thường hút xì gà, ban đầu bà khiến Chopin khó chịu; ông nhận xét rằng "la Sand quả là một người kém hấp dẫn. Cô ấy thực sự là phụ nữ sao?" Tuy nhiên, vào đầu năm 1837, mẹ của Maria Wodzińska đã nói rõ với Chopin trong thư từ rằng cuộc hôn nhân với con gái bà khó có thể tiến triển. Người ta cho rằng bà bị ảnh hưởng bởi sức khỏe kém của ông và cũng có thể bởi những tin đồn về mối quan hệ của ông với những người phụ nữ như d'Agoult và Sand. Cuối cùng, Chopin đã đặt những lá thư của Maria và mẹ cô vào một phong bì, trên đó ông viết 'Nỗi bất hạnh của tôi' bằng tiếng Ba Lan. Trong một lá thư gửi Grzymała vào tháng 6 năm 1838, Sand đã thừa nhận tình cảm mãnh liệt dành cho nhà soạn nhạc và cân nhắc xem có nên từ bỏ mối quan hệ hiện tại để bắt đầu mối quan hệ với Chopin hay không; cô đã yêu cầu Grzymała đánh giá mối quan hệ của Chopin với Maria Wodzińska, mà không nhận ra rằng mối quan hệ này, ít nhất là từ phía Maria, đã kết thúc.
Tháng 6 năm 1837, Chopin âm thầm đến thăm London cùng nhà sản xuất dương cầm Camille Pleyel để chơi nhạc tại một buổi dạ tiệc tại nhà của nhà sản xuất dương cầm người Anh James Broadwood. Khi trở về Paris, mối quan hệ của Chopin với George Sand trở nên nghiêm túc hơn và họ chính thức trở thành người tình vào tháng 7 năm 1838. Sand, lớn hơn nhà soạn nhạc sáu tuổi và đã có một loạt người tình trước đó, viết rằng: "Tôi khá phiền muộn trước ảnh hưởng của Chopin lên tôi. Tôi vẫn chưa hết ngạc nhiên, và nếu tự trọng, tôi nên cảm thấy xấu hổ khi cho phép trái tim mình rơi vào sự bội tín...". Để cải thiện sức khỏe của Chopin và cậu con trai 15 tuổi của Sand là Maurice, cũng như tránh xa người tình cũ của Sand là Félicien Mallefille, họ quyết định dành một mùa đông ở Majorca (từ 8 tháng 11 năm 1838 đến 13 tháng 2 năm 1839). Khi phát hiện Chopin và Sand không phải là vợ chồng, người dân địa phương trở nên kỳ thị do quan niệm truyền thống Công giáo sâu sắc, khiến việc tìm chỗ ở khó khăn. Cuối cùng, hai người phải thuê nhà trong một tu viện cũ của dòng Carthusian cũ ở Valldemossa, nhưng nơi này không đủ ấm để chống chọi với cái lạnh khắc nghiệt của mùa đông Majorca.

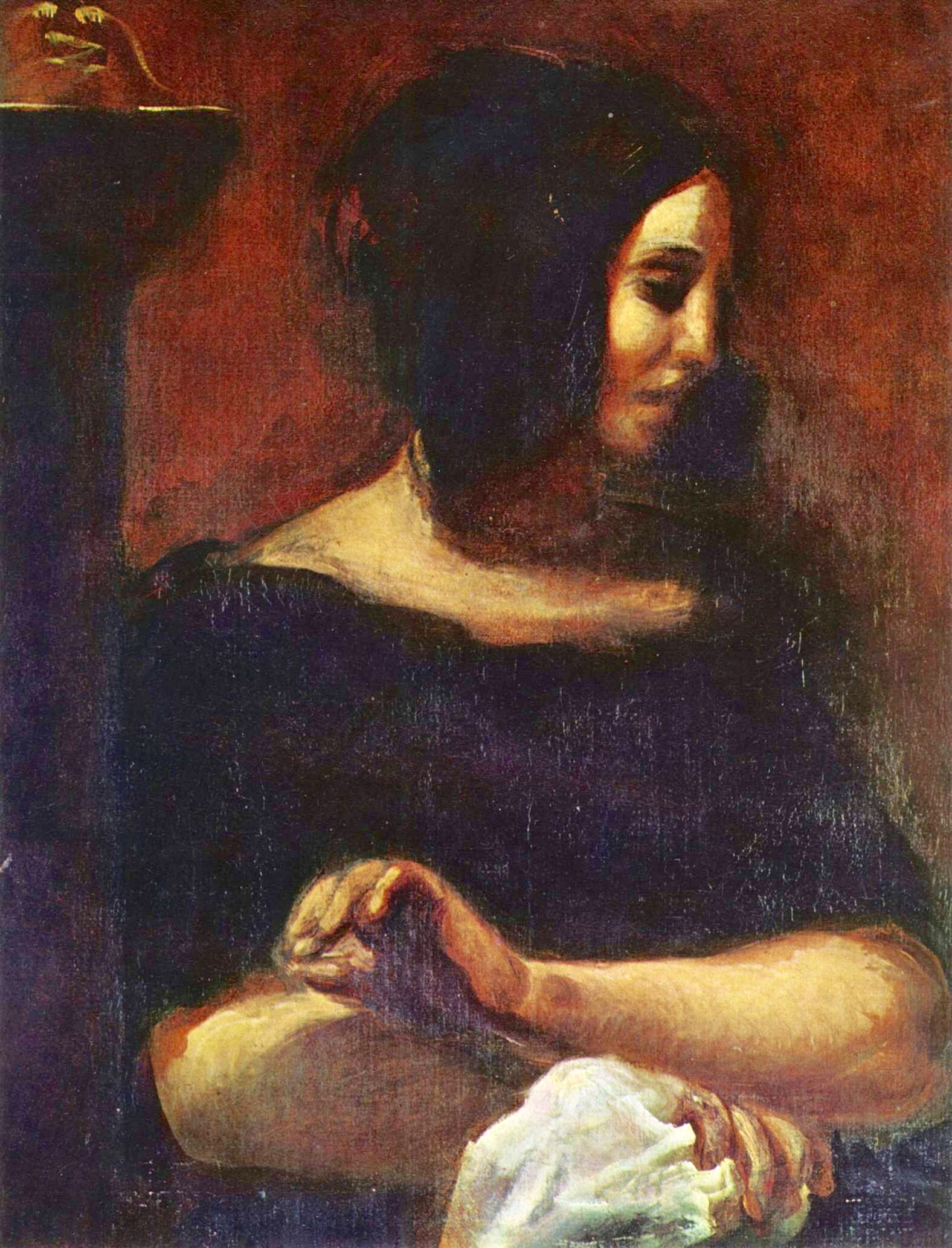
Chân dung George Sand từ chân dung đúp giữa Chopin và Sand của Delacroix

Ngày 3 tháng 12 năm 1838, Chopin phàn nàn về sức khỏe và sự kém cỏi của các bác sĩ ở Mallorca, cụ thể: "Ba bác sĩ, những người có tiếng nhất trên đảo đã tới khám cho tôi ... Người thứ nhất nói tôi đã chết, người thứ hai nói tôi đang chết và người thứ ba nói rằng tôi sẽ chết." Ông cũng gặp vấn đề với cây đàn Pleyel được gửi cho ông, nên ông phải dựa vào một cây dương cầm được Juan Bauza sản xuất tại Palma. Chiếc đàn Pleyel cuối cùng đã đến từ Paris vào tháng 12, ngay trước khi Chopin và Sand rời đảo. Chopin viết thư cho Pleyel vào tháng 1 năm 1839: "Tôi gửi cho anh bản Prelude [Op. 28] của tôi. Tôi đã hoàn thành chúng trên chiếc dương cầm nhỏ của anh, đến nơi trong tình trạng tốt nhất có thể bất chấp biển cả, thời tiết xấu và phong tục của Palma." Chopin cũng có thời gian viết bản Ballade số 2, Op. 38; hai Polonaise, Op. 40; và Scherzo số 3, Op. 39 khi ở Mallorca.
Mặc dù đây là một giai đoạn sáng tác hiệu quả, thời tiết xấu đã ảnh hưởng nghiêm trọng đến sức khỏe của Chopin, khiến hai người quyết định rời đảo. Để tránh phải nộp thêm thuế hải quan, Sand đã bán cây dương cầm cho nhà Canut, một cặp vợ chồng người Pháp. Đầu tiên, họ đến Barcelona, sau đó đến Marseilles và ở lại để Chopin dưỡng bệnh. Trong thời gian ở Marseille, Chopin đã có một buổi biểu diễn hiếm hoi bên cây đàn organ trong một buổi lễ cầu hồn cho giọng nam cao Adolphe Nourrit vào ngày 24 tháng 4 năm 1839; ông chơi một bản chuyển soạn tác phẩm Lied Die Sterne của Franz Schubert (D. 939). George Sand mô tả về cách chơi nhạc của Chopin trong lá thư ngày 28 tháng 4 năm 1839:
Chopin đã hy sinh bản thân bằng cách chơi đàn organ tại nghi thức Dâng hiến – và thật là một cây đàn organ tồi tàn! Dù sao thì chàng trai của chúng ta đã tận dụng tốt điều đó bằng cách sử dụng các nút dừng ít phô hơn, và anh ấy đã chơi bản Die Sterne của Schubert, không phải với giọng điệu nồng nhiệt và rực rỡ như Nourrit đã sử dụng, mà với một âm thanh xót thương, dịu dàng như vang vọng về từ một thế giới khác. Trong số những người có mặt, có đến hai hoặc ba người cảm nhận được ý nghĩa của nó và đã rơi nước mắt.

Vào tháng 6 năm 1839, họ đến điền trang của Sand tại Nohant để nghỉ hè, và dành phần lớn những mùa hè tiếp theo ở đây cho đến năm 1846. Vào mùa thu, họ trở về Paris, về căn hộ của Chopin tại số 5 phố Tronchet gần nơi ở thuê của Sand trên phố Pigalle. Ông thường xuyên đến thăm Sand vào buổi tối, nhưng cả hai vẫn tự chủ. (Năm 1842, ông và Sand chuyển đến Square d'Orléans và sống trong các căn hộ liền kề.)
Ngày 26 tháng 7 năm 1840, Chopin và Sand đã có mặt tại buổi tổng duyệt tác phẩm Grande symphonie funèbre et triomphale của Berlioz, được sáng tác để kỷ niệm 10 năm ngày diễn ra Cách mạng tháng Bảy. Chopin được cho là không mấy ấn tượng với tác phẩm này.
Trong khoảng thời gian mùa hè ở Nohant, đặc biệt là những năm 1839–1843 (trừ năm 1840), Chopin đã tìm thấy những ngày yên tĩnh, hiệu quả để sáng tác nhiều tác phẩm, bao gồm Polonaise cung La giáng trưởng, Op. 53. Sand mô tả quá trình sáng tạo của Chopin như sau: “Việc sáng tác của anh ấy rất ngẫu hứng, kì diệu... những gì anh ấy hình dung về tổng thể được phân tích quá mức trên giấy ... Anh giam mình trong phòng cả ngày, rên rỉ, đi lại, bẻ gãy bút, lặp lại hoặc thay đổi ô nhịp hàng trăm lần ... chỉ để quay trở lại và viết những gì anh đã có trong bản nhạc đầu tiên.”
Trong số những vị khách đến Nohant có Delacroix và giọng nữ cao Pauline Viardot. Chopin tư vấn cho bà về kỹ thuật và sáng tác cho dương cầm. Delacroix miêu tả cuộc sống ở Nohant trong lá thư ngày 7 tháng 6 năm 1842:
Những người chủ nhà không thể vui vẻ hơn khi tiếp đãi chúng tôi. Khi chúng tôi không tập hợp để ăn tối, ăn trưa, chơi bi-a hoặc đi dạo, mỗi người chúng tôi có thể ở trong phòng đọc sách hoặc nằm dài trên sofa. Thỉnh thoảng, nhìn qua cửa sổ hướng ra vườn là tiếng nhạc của Chopin, người đang làm việc trong phòng mình, và nó hòa quyện với tiếng hót của những chú sơn ca cùng hương thơm của những đóa hồng.

#### Thoái trào

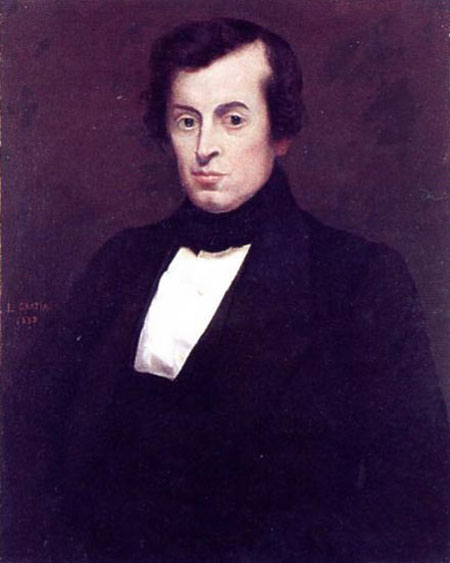
Chopin do Charles Louis Gratia vẽ năm 1838

Từ năm 1842 trở đi, Chopin có dấu hiệu bệnh nặng. Sau buổi độc tấu tại Paris vào ngày 21 tháng 2 năm 1842, ông viết cho Grzymała: "Tôi phải nằm trên giường cả ngày, miệng và amidan của tôi đau nhức quá." Do bệnh tật, ông buộc phải từ chối lời mời tham gia buổi biểu diễn bản giao hưởng số 7 của Beethoven lần thứ hai của Alkan tại nhà hát Érard vào ngày 1 tháng 3 năm 1843. Cuối năm 1844, Charles Hallé đến thăm Chopin và thấy ông "gần như không thể cử động, thân còng như một con dao nhíp đã mở ra một nửa và rõ ràng là rất đau đớn", mặc dù tinh thần của ông trở lại khi ông bắt đầu chơi dương cầm cho vị khách của mình. Sức khỏe của Chopin tiếp tục chuyển biến xấu, đặc biệt từ thời điểm này trở đi. Nghiên cứu gần đây cho rằng ngoài các căn bệnh khác, ông cũng có thể bị động kinh thùy thái dương.
Trong suốt thời kỳ này, số lượng tác phẩm mà Chopin viết giảm dần theo từng năm. Trong khi  ông viết khoảng 12 tác phẩm vào năm 1841, thì ông chỉ viết 6 tác phẩm vào năm 1842 và 6 tác phẩm ngắn hơn vào năm 1843. Năm 1844, ông chỉ viết bản sonata Op. 58. Năm 1845, ông hoàn thành ba bản mazurka (Op. 59). Mặc dù những tác phẩm này được trau chuốt hơn các tác phẩm trước đó, nhưng Zamoyski kết luận rằng "khả năng tập trung của ông đang suy yếu và nguồn cảm hứng của ông bị bao vây bởi nỗi thống khổ về mặt cảm xúc lẫn trí tuệ". Mối quan hệ của Chopin với Sand trở nên tồi tệ vào năm 1846 bởi những vấn đề liên quan đến con gái bà, Solange, và hôn thê của cô, một nhà điêu khắc trẻ tuổi và thợ săn gia tài Auguste Clésinger. Nhà soạn nhạc thường theo phe Solange trong các cuộc cãi vã với mẹ cô; ông cũng phải chịu sự ghen tị từ Maurice, con trai của Sand. Hơn nữa, Chopin thờ ơ với các hoạt động chính trị cấp tiến của Sand, bao gồm cả sự nhiệt tình của bà đối với Cách mạng tháng Hai năm 1848.
Khi sức khỏe của nhà soạn nhạc ngày càng suy yếu, Sand, từ một người yêu dần trở thành người chăm sóc Chopin, người mà bà gọi là "đứa con thứ ba" của mình. Trong những lá thư gửi cho người ngoài cuộc, bà trút sự mất kiên nhẫn của mình, gọi ông là "đứa trẻ", "thiên thần tội nghiệp", "người đau khổ" và "xác chết nhỏ bé được yêu thương". Năm 1847, Sand xuất bản tiểu thuyết Lucrezia Floriani, trong đó nhân vật chính – một nữ diễn viên giàu có và một hoàng tử ốm yếu – dường như là ám chỉ Sand và Chopin. Trước sự hiện diện của Chopin, Sand đã đọc to bản thảo cho Delacroix nghe, người vừa sốc vừa bối rối trước những ẩn ý trong đó, ông viết rằng "Bà Sand hoàn toàn thoải mái và Chopin khó có thể ngừng đưa ra những lời khen ngợi". Năm đó, mối quan hệ của họ kết thúc sau một cuộc trao đổi thư từ đầy giận dữ, theo lời Sand, đã tạo nên một “kết thúc lạ lùng cho chín năm tình bạn đặc biệt". Grzymała, người đã quan sát chuyện tình lãng mạn của họ ngay từ đầu, đã bình luận rằng: "Nếu [Chopin] không kém may mắn gặp phải George Sand, người đã đầu độc toàn bộ cuộc đời anh ấy, anh ấy hẳn đã sống tới già như Cherubini". Chopin qua đời hai năm sau đó ở tuổi 39, còn nhà soạn nhạc Luigi Cherubini qua đời tại Paris vào năm 1842, hưởng thọ 81 tuổi.

#### Chuyến thăm Anh Quốc

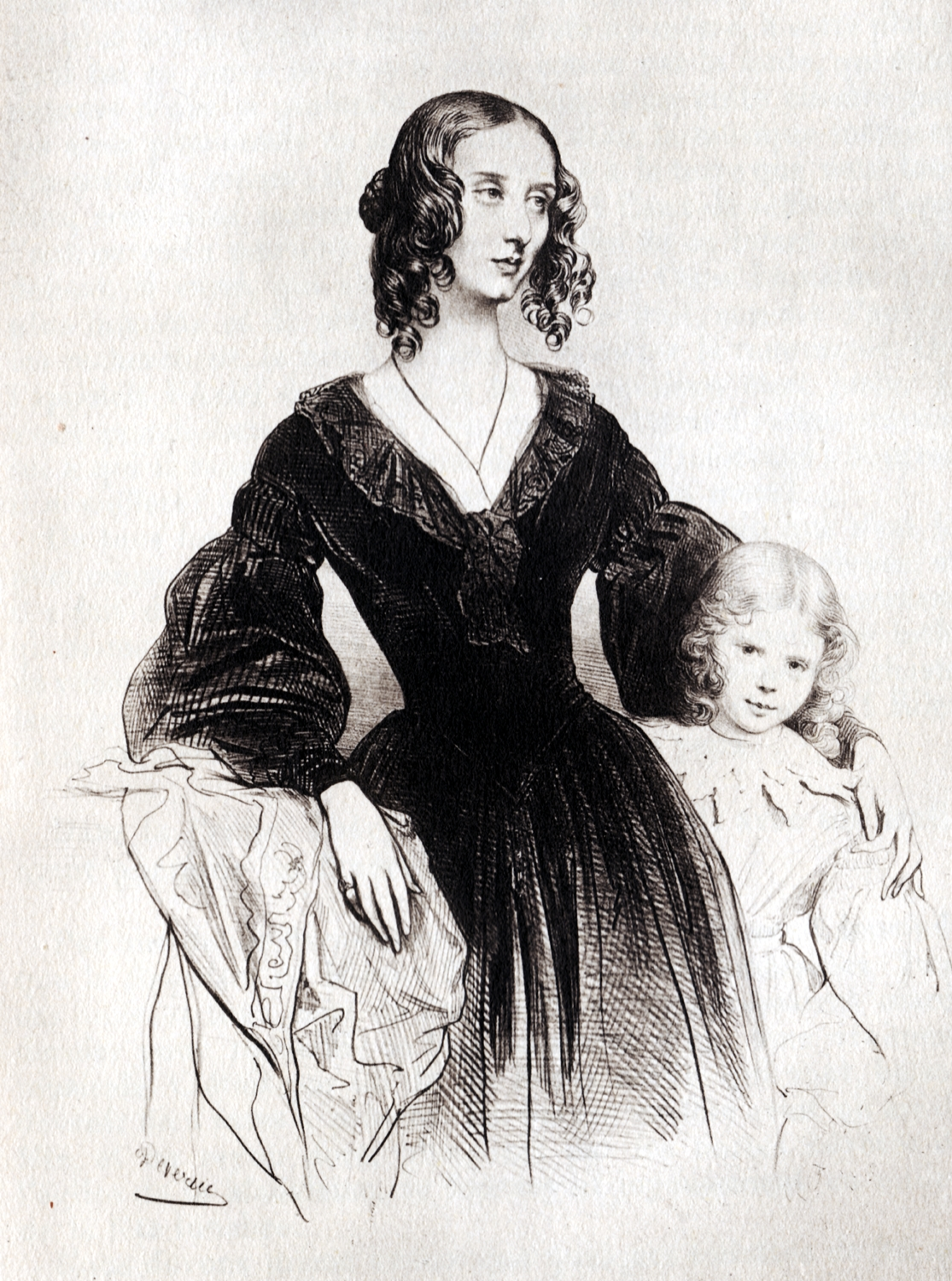
Jane Stirling, do Devéria vẽ, k. 1830

Danh tiếng của Chopin với tư cách là một nghệ sĩ xuất chúng bắt đầu suy giảm. Lượng học trò của ông suy giảm, cùng với xung đột và bất ổn chính trị thời bấy giờ, khiến ông gặp khó khăn về tài chính. Vào tháng 2 năm 1848, ông đã tổ chức buổi hòa nhạc cuối cùng của mình tại Paris cùng nghệ sĩ cello Auguste Franchomme; một trong những tác phẩm ông biểu diễn là ba chương trong bản Sonata Op. 65 cho cello.
Vào tháng 4, trong cuộc Cách mạng năm 1848 ở Paris, ông đến London, nơi ông biểu diễn tại một số buổi hòa nhạc và nhiều buổi tiếp tân trong những ngôi nhà quyền quý. Học trò người Scotland Jane Stirling và chị gái của cô là người đề xuất chuyến lưu diễn này. Stirling cũng là người thực hiện tất cả các sắp xếp hậu cần và hỗ trợ kinh phí cần thiết.
Tại London, Chopin thuê nhà tại phố Dover, nơi công ty Broadwood cung cấp cho ông một cây đại dương cầm. Buổi biểu diễn đầu tiên của ông vào ngày 15 tháng 5 tại Stafford House có sự xuất hiện của Nữ hoàng Victoria và Hoàng tử Albert. Bản thân cũng là một nhạc sĩ tài năng, Hoàng tử Albert đã đến gần bàn phím để xem kỹ thuật chơi đàn của Chopin. Broadwood cũng sắp xếp các buổi hòa nhạc cho ông; trong số những người tham dự có tác giả William Makepeace Thackeray và ca sĩ Jenny Lind. Chopin cũng được tìm đến để nhờ dạy piano, với mức học phí cao là một guinea mỗi giờ, và các buổi độc tấu riêng với mức học phí là 20 guinea. Trong một buổi hòa nhạc vào ngày 7 tháng 7, ông chia sẻ sân khấu với Viardot, người đã hát các bản chuyển soạn một số bản mazurka của ông theo các văn bản tiếng Tây Ban Nha. Vài ngày sau, ông biểu diễn cho Thomas Carlyle và vợ Jane Carlyle tại nhà của họ ở Chelsea. Vào ngày 28 tháng 8, ông biểu diễn tại một buổi hòa nhạc ở phòng hòa nhạc Gentlemen của Manchester cùng với Marietta Alboni và Lorenzo Salvi.
Vào cuối mùa hè, ông được Jane Stirling mời đến thăm Scotland; ông nghỉ tại Calder House gần Edinburgh và tại Lâu đài Johnstone ở Renfrewshire, cả hai đều thuộc sở hữu của các thành viên trong gia đình Stirling. Bà rõ ràng có ý định vượt ra ngoài tình bạn đơn thuần, và Chopin buộc phải nói rõ với bà rằng điều đó không thể xảy ra. Vào thời điểm này, ông viết cho Grzymała: "Những quý cô Scotland của tôi rất tử tế, nhưng họ thật là phiền phức", và để đáp lại tin đồn về mối quan hệ giữa Chopin và Stirling, ông viết rằng ông "gần quan tài hơn là chiếc giường cưới". Chopin tổ chức một buổi hòa nhạc công cộng tại Glasgow vào ngày 27 tháng 9, và một buổi khác tại Edinburgh tại Phòng Hopetoun trên Phố Queen (nay là Nhà Erskine) vào ngày 4 tháng 10. Vào cuối tháng 10 năm 1848, khi đang lưu trú tại số 10 Warriston Crescent ở Edinburgh với bác sĩ người Ba Lan Adam Łyszczyński, Chopin viết di chúc cuối cùng của mình – "cách xử lý đồ đạc của tôi sau này nếu tôi chết ở đâu đó", theo lời ông viết cho Grzymała.
Chopin xuất hiện lần cuối trước công chúng trên sân khấu hòa nhạc tại Guildhall, London vào ngày 16 tháng 11 năm 1848, khi, trong một nghĩa cử yêu nước cuối cùng, ông đã chơi nhạc để gây quỹ cho những người tị nạn Ba Lan. Đây là một nghĩa cử sai lầm, vì phần lớn những người tham gia quan tâm đến việc khiêu vũ và đồ ăn nhẹ hơn là nghệ thuật chơi đàn của Chopin, điều này đã làm ông kiệt sức. Vào thời điểm này, ông đã bị bệnh rất nặng, trọng lượng cơ thể ông chỉ còn 45 kg, và các bác sĩ của ông biết rằng căn bệnh của ông đã ở giai đoạn cuối.
Chopin trở về Paris vào cuối tháng 11. Ông đã trải qua mùa đông trong căn bệnh dai dẳng, nhưng thỉnh thoảng vẫn dạy piano và được bạn bè như Delacroix và Franchomme đến thăm. Thỉnh thoảng ông chơi dương cầm, hoặc đệm đàn cho ca sĩ Delfina Potocka, cho bạn bè. Mùa hè năm 1849, bạn của ông đã tìm cho ông một căn hộ ở Chaillot, nằm ngoài trung tâm thành phố, nơi tiền thuê nhà được một người ngưỡng mộ, Công chúa Yekaterina Dmitrievna Soutzos-Obreskova, bí mật trợ cấp. Ông đã được Jenny Lind đến thăm tại đây vào tháng 6 năm 1849.

### Qua đời và tang lễ

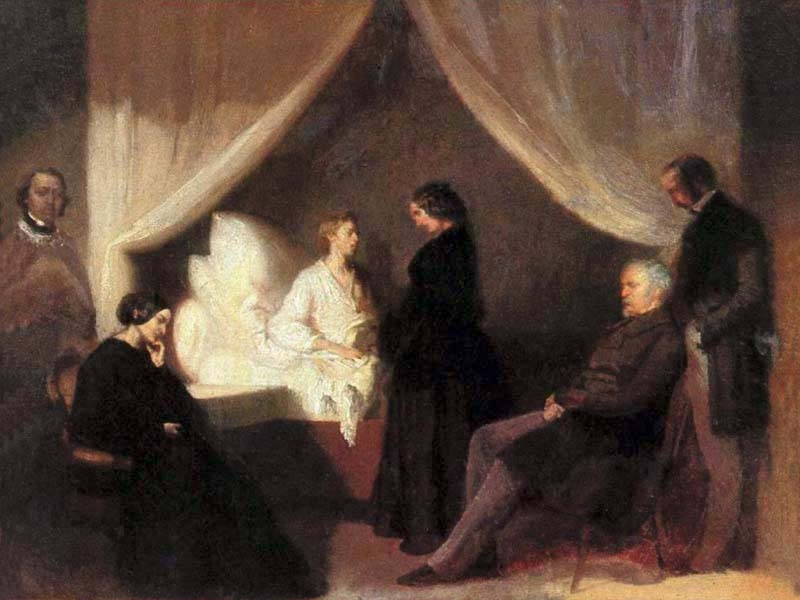
Chopin on His Deathbed (Chopin trên giường bệnh), tranh sơn dầu của Teofil Kwiatkowski, 1849, ủy quyền bởi Jane Stirling. Từ trái sang: Aleksander Jełowicki; chị của Chopin Ludwika; Marcelina Czartoryska; Wojciech Grzymała; Teofil Kwiatkowski

Với sức khỏe chuyển biến xấu, Chopin mong muốn có một thành viên gia đình bên cạnh. Vào tháng 6 năm 1849, chị gái ông là Ludwika đã đến Paris cùng chồng và con gái, và vào tháng 9, ông đã thuê một căn hộ tại Hôtel Baudard de Saint-James trên Quảng trường Vendôme, tiên thuê nhà có thể đã được Jane Stirling trợ cấp. Sau ngày 15 tháng 10, khi tình trạng của ông chuyển biến xấu một cách rõ rệt, chỉ còn một số ít bạn thân nhất ở lại với ông. Viardot đã mỉa mai rằng "tất cả các quý bà Paris sang trọng coi việc ngất xỉu trong phòng của ông là de rigueur" ("điều bắt buộc").
Một số người bạn chơi nhạc theo yêu cầu của ông; trong số đó, Potocka hát và Franchomme chơi đàn cello. Chopin đã để lại những bản ghi chú còn dang dở của mình về một phương pháp dạy dương cầm mang tên Projet de méthode (dịch: "Phác thảo về phương pháp piano”) cho Alkan để ông hoàn thiện. Vào ngày 17 tháng 10, sau nửa đêm, bác sĩ đã cúi xuống bên ông và hỏi liệu ông có đau đớn nhiều không. Ông trả lời: "Không còn nữa". Ông qua đời vài phút trước 2 giờ sáng, hưởng thọ 39 tuổi. Những người có mặt tại giường bệnh dường như là chị gái Ludwika, linh mục Aleksander Jełowicki, Công chúa Marcelina Czartoryska, Solange, con gái của Sand và Thomas Albrecht, bạn thân của ông. Sáng hôm đó, chồng của Solange là Clésinger đã điêu khắc mặt nạ tử thần và hình tay trái của Chopin.
Lễ tang, tổ chức tại Nhà thờ Madeleine ở Paris, đã bị hoãn lại gần hai tuần cho đến ngày 30 tháng 10. Chỉ những người có vé mới được vào, vì dự kiến sẽ có nhiều người tham dự. Hơn 3.000 người, từ xa như London, Berlin và Vienna, đã đến mà không có giấy mời và họ đều không được phép vào.
Bản Requiem của Mozart được hát tại đám tang; các nghệ sĩ độc tấu bao gồm giọng soprano Jeanne-Anaïs Castellan, giọng mezzo-soprano Pauline Viardot, giọng tenor Alexis Dupont, và giọng bass Luigi Lablache; Prelude số 4 cung Mi thứ và số 6 cung Si thứ của Chopin cũng được chơi tại đó. Người chơi đàn organ là Alfred Lefébure-Wély. Đoàn rước tang đến Nghĩa trang Père Lachaise, có sự tham gia của chị gái Chopin là Ludwika, do Hoàng tử lớn tuổi Adam Czartoryski dẫn đầu. Những người hộ tang gồm Delacroix, Franchomme và Camille Pleyel. Bản Hành khúc tang lễ từ Sonata cho dương cầm số 2 của Chopin được chuyển soạn cho dàn nhạc bởi Napoléon Henri Reber được chơi bên mộ Chopin.

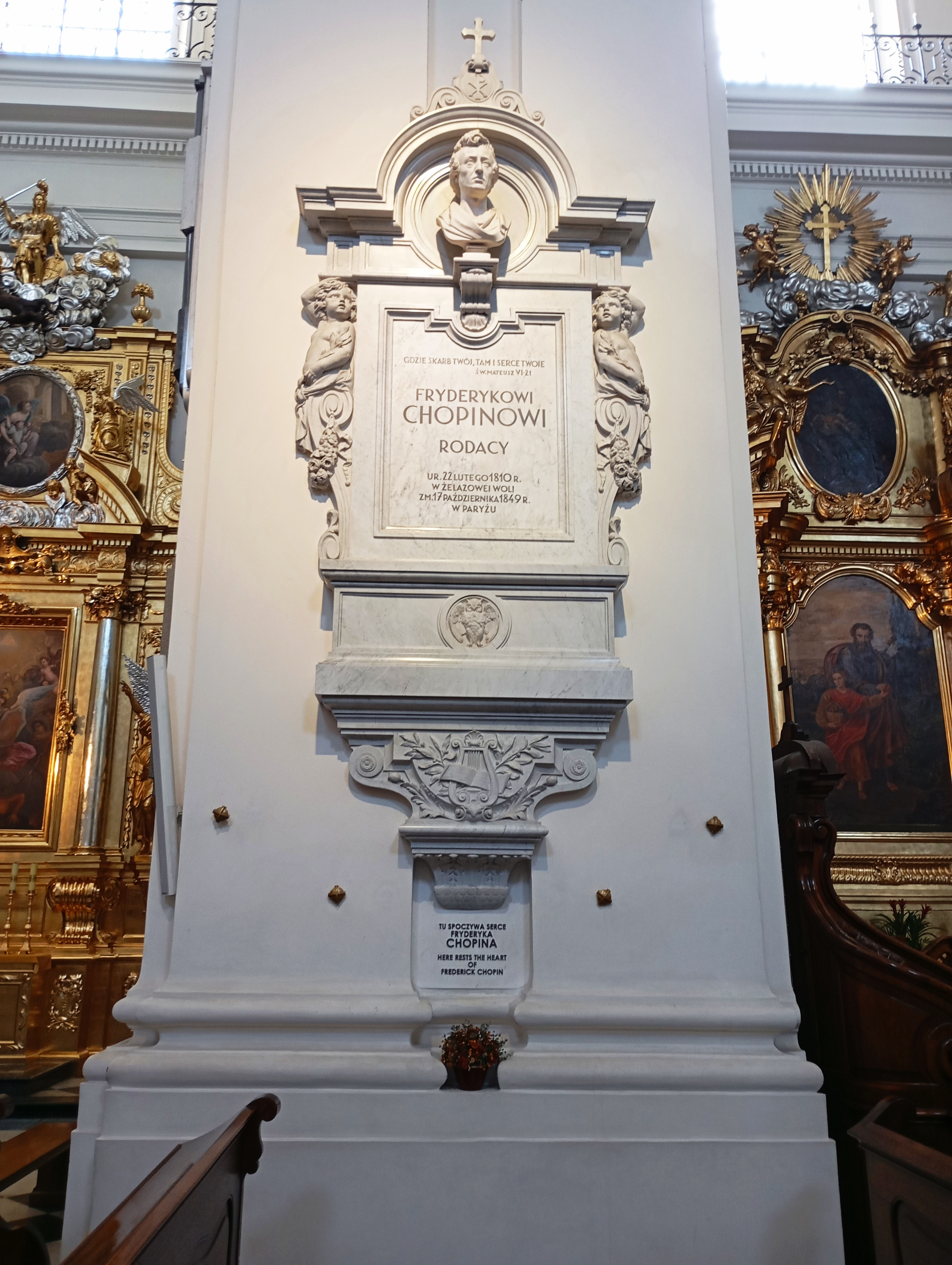
Tượng đài trên cây cột trong Nhà thờ Holy Cross, Warszawa, chứa (ở phía dưới) trái tim của Chopin

Bia mộ của Chopin, có hình muse âm nhạc Euterpe đang khóc trước cây đàn lia bị hư, được thiết kế và điêu khắc bởi Clésinger và được lắp đặt vào ngày giỗ của ông vào năm 1850. Tượng đài trị giá 4.500 franc, được bảo hiểm bởi Jane Stirling, người cũng đã trả tiền để đưa Ludwika về Warszawa. Theo yêu cầu của Chopin, Ludwika đã lấy tim của Frédéric Chopin (đã được bác sĩ Jean Cruveilhier của ông lấy ra và bảo quản trong bình rượu) trở về Ba Lan vào năm 1850. Bà cũng lấy một bộ sưu tập gồm 200 bức thư mà Sand gửi Chopin; sau năm 1851 những thứ này được trả lại cho Sand và cô đã tiêu hủy chúng.
Căn bệnh và nguyên nhân cái chết của Chopin đã trở thành chủ đề được tranh luận. Giấy chứng tử của ông ghi nguyên nhân cái chết là bệnh lao, và Cruveilhier, bác sĩ của ông, vào thời điểm đó là chuyên gia hàng đầu của Pháp về căn bệnh này. Các khả năng khác được đưa ra bao gồm xơ nang, xơ gan, và thiếu alpha-1 antitrypsin. Một cuộc kiểm tra trực quan trái tim được bảo quản của Chopin (hũ không được mở), được tiến hành vào năm 2014 và lần đầu tiên được công bố trên Tạp chí Y học Hoa Kỳ vào năm 2017, cho rằng nguyên nhân gây ra cái chết của ông có thể là một trường hợp viêm màng ngoài tim hiếm gặp do biến chứng của bệnh lao mãn tính.

## Âm nhạc

### Tổng quan
Hơn 230 tác phẩm của Chopin còn được lưu giữ cho đến ngày nay; một số tác phẩm từ thời thơ ấu đã bị mất. Tất cả các sáng tác được biết đến của ông đều sử dụng dương cầm, và chỉ một số ít là các tác phẩm như hòa tấu dương cầm, bài hát hoặc nhạc thính phòng.
Chopin được đào tạo theo truyền thống của Beethoven, Haydn, Mozart và Clementi; ông đã áp dụng phương pháp dạy của Clementi cho học trò của mình. Ông cũng chịu ảnh hưởng từ khả năng phát triển kỹ thuật dương cầm vừa xuất chúng, vừa mang phong cách Mozart của Hummel. Ông đã trích dẫn Bach và Mozart là hai nhà soạn nhạc quan trọng nhất trong việc định hình quan điểm âm nhạc của mình. Các tác phẩm đầu tiên của Chopin theo phong cách của các bản nhạc "brilliant" dành cho đàn phím trong thời đại của ông, được minh họa bằng các tác phẩm của Ignaz Moscheles, Friedrich Kalkbrenner và những người khác. Ít trực tiếp hơn trong giai đoạn đầu là ảnh hưởng của nhạc dân gian Ba Lan và opera Ý. Phần lớn những phong cách trang trí nốt nhạc đặc trưng của ông sau này (chẳng hạn như fioritura) xuất phát từ ca hát. Những giai điệu của ông ngày càng gợi nhớ đến các đặc điểm và điệu thức của âm nhạc quê hương ông, chẳng hạn như âm trì tục.
Chopin đã đưa thể loại âm nhạc dành cho salon nocturne, mới được tạo ra bởi nhà soạn nhạc người Ireland John Field vào thời điểm đó, lên một mức độ tinh tế cao hơn. Ông là người đầu tiên viết ballade và scherzo như các tác phẩm hòa nhạc riêng lẻ. Về cơ bản, ông đã phát triển một thể loại mới với bộ prelude độc lập của mình (Op. 28, xuất bản năm 1839). Ông đã khai thác tiềm năng thơ ca của khái niệm étude hòa nhạc, đã được Liszt, Clementi và Moscheles phát triển trong những năm 1820 và 1830, trong hai bản étude của ông (Op. 10 xuất bản năm 1833, Op. 25 năm 1837).
Chopin cũng mang đến nhiều giai điệu và biểu cảm hơn cho các hình thức khiêu vũ phổ biến. Các bản mazurka của Chopin mặc dù có nguồn gốc từ điệu nhảy truyền thống Ba Lan (mazurek), nhưng khác ở chỗ chúng được viết cho phòng hòa nhạc thay cho phòng khiêu vũ; theo lời của J. Barrie Jones, "Chopin chính là người đưa mazurka lên bản đồ âm nhạc châu Âu". 7 tác phẩm polonaise được xuất bản khi ông còn sống (9 tác phẩm khác được xuất bản sau khi ông mất), bắt đầu với cặp Op. 26 (xuất bản năm 1836), đã đặt ra một tiêu chuẩn mới cho thể loại âm nhạc này. Các bản waltz của Chopin cũng được viết riêng cho độc tấu salon hơn là cho dạ hội và thường có nhịp độ nhanh hơn nhiều so với các bản nhạc tương đương dùng cho sàn nhảy.

### Tựa đề, số opus và các ấn bản

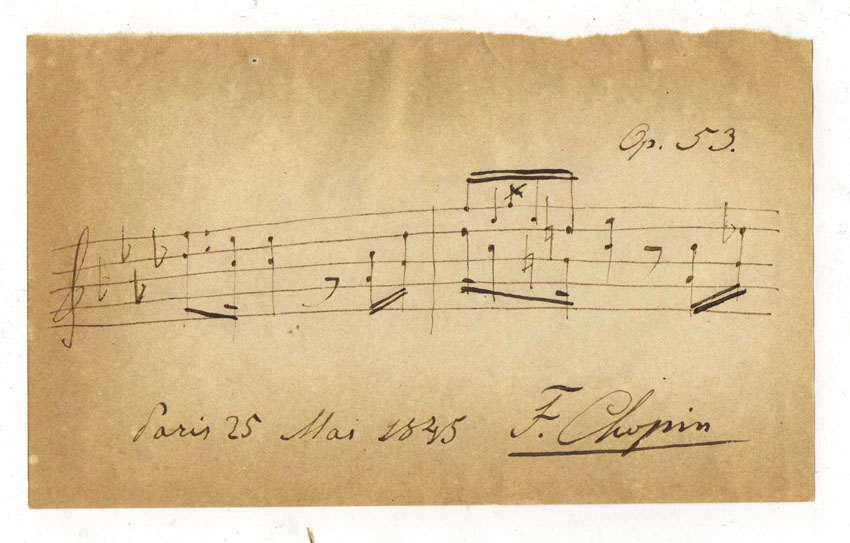
Trích lược từ Polonaise Op. 53, ký bởi Chopin vào ngày 25 tháng 5 năm 1845

Một số tác phẩm nổi tiếng của Chopin có tựa đề mang tính gợi tả, chẳng hạn như Étude “Cách mạng” (Op. 10, số 12) và Minute Waltz (Op. 64, số. 1). Tuy nhiên, ngoại trừ bản “Hành khúc tang lễ”, nhà soạn nhạc không bao giờ đặt tên cho một tác phẩm nhạc cụ nào ngoài thể loại và số lượng, để lại cho người nghe mọi liên tưởng tiềm tàng ngoài âm nhạc; những cái tên mà nhiều tác phẩm của ông được biết đến đều do những người khác đặt ra. Không có bằng chứng cho thấy Étude “Cách mạng” được viết với suy nghĩ về cuộc nổi dậy chống lại Nga thất bại của Ba Lan; nó chỉ xuất hiện trong cùng thời điểm. Hành khúc tang lễ, chương thứ ba trong bản Sonata cho dương cầm số 2 (Op. 35) của ông, được viết trước toàn bộ bản sonata, là trường hợp duy nhất ông đặt tiêu đề cho tác phẩm, nhưng không có sự kiện cụ thể hay cái chết nào được cho là nguồn cảm hứng của tác phẩm.
Số opus cuối cùng mà Chopin sử dụng là 65, dành cho bản Sonata cho Cello cung Sol thứ. Ông bày tỏ mong muốn tiêu hủy tất cả các bản thảo chưa xuất bản của mình trước lúc hấp hối. Tuy nhiên, theo yêu cầu của mẹ và các chị em của nhà soạn nhạc, Julian Fontana, người quản lý âm nhạc của Chopin, đã chọn 23 tác phẩm dương cầm chưa được xuất bản và nhóm chúng thành tám số opus khác (Opp. 66–73), xuất bản năm 1855. Năm 1857, 17 bài hát Ba Lan mà Chopin viết ở nhiều giai đoạn khác nhau của cuộc đời ông đã được sưu tập và xuất bản dưới số Op. 74. Tuy nhiên, thứ tự trong tuyển tập này không phản ánh trình tự sáng tác ban đầu.
Các tác phẩm xuất bản từ năm 1857 trở đi, thay vì được chỉ định danh mục bằng số opus, thì được chỉ định danh mục bằng các cách khác. Danh mục cập nhật gần đây nhất được duy trì bởi Viện Fryderyk Chopin tại Trung tâm Thông tin Chopin trên Internet. Danh mục Kobylańska (thường được biểu thị bằng tên viết tắt 'KK'), được đặt tên theo người biên soạn các tác phẩm của Chopin, nhà âm nhạc học người Ba Lan Krystyna Kobylańska; mặc dù danh mục cũ hơn nhưng vẫn được coi là một tài liệu tham khảo học thuật quan trọng. Danh mục gần đây nhất của các tác phẩm được xuất bản sau khi mất là “Ấn bản quốc gia về các tác phẩm của Fryderyk Chopin”, được thể hiện bằng các chữ viết tắt 'WN'.
Các nhà xuất bản ban đầu của Chopin gồm Maurice Schlesinger và Camille Pleyel. Các tác phẩm của ông sớm bắt đầu xuất hiện trong các tuyển tập phổ biến của thế kỷ 19. Ấn bản sưu tầm đầu tiên là của Breitkopf và Härtel (1878–1902). Trong số các ấn bản học thuật hiện đại về các tác phẩm của Chopin có phiên bản được đặt theo Paderewski (mặc dù ông đã mất trước khi công việc xuất bản bắt đầu), xuất bản từ năm 1949 đến 1961. Tuy nhiên, các học giả đã phản đối phiên bản này. Phiên bản quốc gia Ba Lan gần đây hơn, do Jan Ekier biên tập và xuất bản từ năm 1967 đến năm 2010, là ấn bản được khuyến nghị cho các thí sinh của Cuộc thi piano quốc tế Chopin. Cả hai phiên bản đều có phần giải thích và thảo luận chi tiết về các quyết định và nguồn.
Chopin xuất bản âm nhạc của ông ở Pháp, Anh và Đức (tức là ông đã làm việc với tối đa ba nhà xuất bản riêng biệt cho mỗi tác phẩm hoặc bộ tác phẩm) do luật bản quyền thời đó. Vì vậy thường có ba “ấn bản đầu tiên” khác nhau cho mỗi tác phẩm. Mỗi phiên bản đều có sự khác biệt; Chopin chỉnh sửa chúng một cách riêng biệt và đôi khi ông viết lại một số tác phẩm trong khi chỉnh sửa. Hơn nữa, Chopin đã cung cấp cho các nhà xuất bản của mình nhiều nguồn khác nhau, bao gồm những bản có chữ ký, bản soát lỗi có chú thích và bản sao chép. Những khác biệt này chỉ mới được công nhận nhiều hơn trong thời gian gần đây.

### Cấu trúc và hòa âm

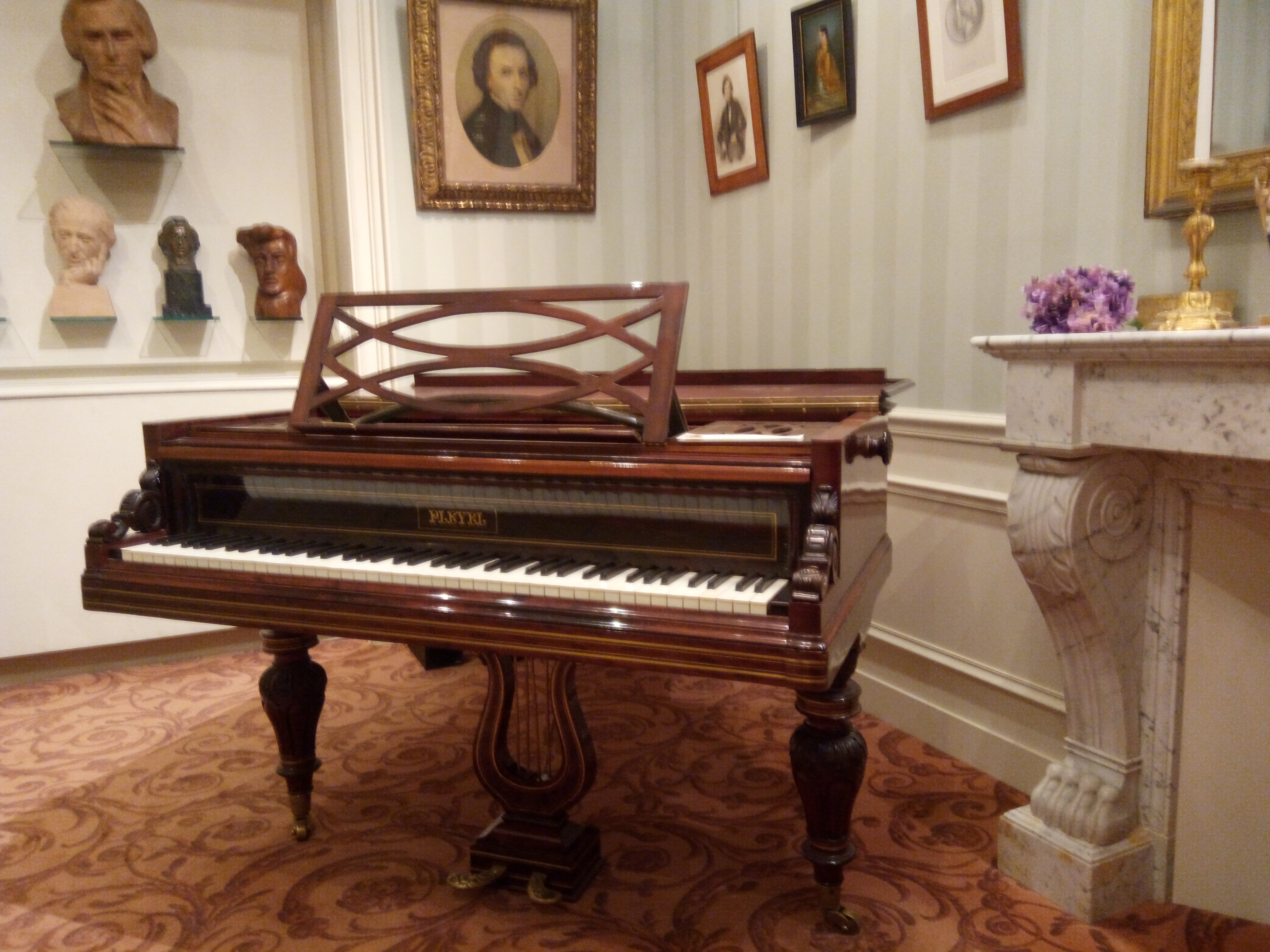
Một bản phục dựng nơi ở cuối cùng của nhà soạn nhạc trong Place Vendôme, tại Salon Frédéric Chopin, Paris

Ứng tác đóng vai trò trọng tâm trong quá trình sáng tạo của Chopin. Tuy nhiên, điều này không đồng nghĩa với lan man bốc đồng: Nicholas Temperley viết rằng "ứng tác được thiết kế dành cho khán giả và xuất phát điểm của nó là sự kỳ vọng của khán giả, bao gồm các quy ước về hình thức âm nhạc tại thời điểm đó". Các tác phẩm dành cho dương cầm và dàn nhạc, bao gồm cả hai bản concerto, được Temperley coi là "các phương tiện đơn thuần để chơi dương cầm một cách xuất sắc... dài dòng về mặt hình thức và có tính bảo thủ". Sau các bản concerto cho dương cầm (cả hai đều là những tác phẩm sớm, có niên đại từ năm 1830), Chopin không nỗ lực tạo ra những tác phẩm có quy mô lớn với nhiều chương, ngoại trừ những bản sonata cho dương cầm và cello về sau; "thay vào đó, ông gần như đạt được sự hoàn hảo trong những tác phẩm có thiết kế tổng thể đơn giản nhưng có cấu trúc ô nhịp tinh tế và phức tạp". Rosen cho rằng một khía cạnh quan trọng trong sự độc đáo của Chopin là khả năng xử lý linh hoạt phân câu bốn ô nhịp như một đơn vị cấu trúc.
J. Barrie Jones cho rằng "trong số các tác phẩm mà Chopin định sử dụng cho hòa nhạc, bốn bản ballade và bốn bản scherzo là những tác phẩm hàng đầu", và nói thêm rằng "Barcarolle Op. 60 nổi bật như một ví dụ về sự hòa âm phong phú của Chopin kết hợp với giai điệu ấm áp theo phong cách Ý". Temperley cho rằng những tác phẩm này, chứa đựng "sự đa dạng lớn về tâm trạng, chất liệu chủ đề và chi tiết cấu trúc", dựa trên hình thức "khởi hành và trở về" mở rộng; "phần giữa càng mở rộng và càng xa về cung bậc, tâm trạng và chủ đề so với ý tưởng mở đầu, thì phần lặp lại càng quan trọng và kịch tính hơn khi xuất hiện".
Các bản mazurka và waltz của Chopin đều ở dạng ba phần đơn giản, đôi khi kèm một đoạn coda ở cuối. Các bản mazurka thường thể hiện nhiều nét dân gian hơn phần lớn tác phẩm khác của ông, thỉnh thoảng các tác phẩm chứa các thang âm và hòa âm theo điệu thức và sử dụng âm trầm không cần nhạc đệm. Tuy nhiên, một số bản mazurka cũng cho thấy sự tinh tế khác thường, ví dụ như bản Mazurka Op. 63 số 3, bao gồm một canon cách một nhịp, một điều hiếm thấy trong âm nhạc.
Các bản polonaise của Chopin cho thấy sự tiến bộ đáng kể so với các bản polonaise của những người Ba Lan tiền nhiệm của ông về mặt hình thức (bao gồm những người thầy của ông là Żywny và Elsner). Cũng giống như bản polonaise truyền thống, các tác phẩm của Chopin có nhịp ba và thường thể hiện nhịp điệu quân sự trong giai điệu, phần đệm và giai kết. Không giống như hầu hết những tác phẩm tiền nhiệm, các tác phẩm này cũng đòi hỏi kỹ thuật điêu luyện.
Những bản nocturne của Chopin có cấu trúc chặt chẽ hơn và có chiều sâu cảm xúc lớn hơn so với những bản nocturnes của Field, người mà ông gặp vào năm 1832. Nhiều bản nocturnes của Chopin có phần giữa được đánh dấu bằng biểu cảm mãnh liệt (và thường đưa ra những yêu cầu khó khăn đối với người biểu diễn); điều này làm gia tăng sự kịch tính của các tác phẩm.
Phần lớn những bản étude của Chopin theo hình thức ba đoạn. Ông sử dụng chúng làm bài học về kỹ thuật chơi dương cầm của riêng mình – ví dụ như chơi hai quãng ba trên một tay (Op. 25, số 6), chơi quãng tám (Op. 25, số 10), và chơi các nốt lặp lại (Op. 10, số 7).
Nhiều bản prelude của Chopin rất ngắn, được Schumann mô tả là "khởi đầu của các khúc luyện". Lấy cảm hứng từ tập Bình Quân luật của J. S. Bach, các prelude của Chopin di chuyển theo vòng tròn quãng năm (thay vì chuỗi âm giai nửa cung của Bach) để tạo ra một prelude cho mỗi giọng trưởng và thứ. Các bản prelude có lẽ không được chơi theo nhóm, và thậm chí có thể được ông và các nghệ sĩ dương cầm sau này sử dụng làm prelude cho các tác phẩm khác của ông, hoặc thậm chí cho tác phẩm của các nhà soạn nhạc khác. Điều này do Kenneth Hamilton đề xuất bởi ông thấy rằng trong một bản ghi âm năm 1922 của Ferruccio Busoni, bản Prelude Op. 28 số 7 được theo sau bởi Étude Op. 10 số 5.
Hai bản sonata cho dương cầm trưởng thành của Chopin (số 2, Op. 35, viết năm 1839 và số 3, Op. 58, viết năm 1844) gồm bốn chương. Trong bản Op. 35, Chopin đã kết hợp trong một cấu trúc âm nhạc lớn hình thức nhiều yếu tố trong kỹ thuật dương cầm điêu luyện của ông – "một kiểu đối thoại giữa nghệ thuật duơng cầm đại chúng theo phong cách rực rỡ và nguyên tắc sonata từ Đức". Bản sonata này được coi là thể hiện sự ảnh hưởng của cả Bach và Beethoven. Phần Prelude từ Tổ khúc cello số 6 cung Rê trưởng (BWV 1012) của Bach đã được trích dẫn, và có một vài liên tưởng tới bản sonata Op. 26 của Beethoven; tương tự bản sonata Op. 35 của Chopin, chương chậm của bản sonata này là một hành khúc tang lễ. Chương cuối trong Op. 35 của Chopin, một đoạn perpetuum mobile (tạm dịch: Chuyển động vĩnh viễn) ngắn (75 ô nhịp) trong đó các bàn tay chơi đồng nhất xuyên suốt quãng tám, được những người đương thời, kể cả Schumann, cho là khó nghe và không mang tính âm nhạc. Bản sonata Op. 58 gắn bó với truyền thống Đức hơn, bao gồm nhiều đoạn đối âm phức tạp, "xứng tầm Brahms", theo lời của Samson.
Sự cải tiến về hòa âm của Chopin có thể xuất phát một phần từ kỹ thuật ứng tác trên phím nhạc của ông. Về các tác phẩm của Chopin, Temperley nói rằng, "các hiệu ứng hòa âm mới lạ thường là kết quả của sự kết hợp giữa các nốt dựa hoặc nốt chuyển thông thường với các hình thái giai điệu của phần đệm", và nhịp điệu bị trì hoãn do sử dụng các hợp âm bên ngoài phím chủ (hợp âm quãng sáu Napoli và hợp âm bảy giảm) hoặc do đột ngột chuyển sang các khóa nhạc bên ngoài. Tiến trình hợp âm đôi khi dự đoán sự thay đổi âm điệu của các nhà soạn nhạc về sau như Claude Debussy, cũng như việc Chopin sử dụng hòa âm theo điệu thức.

### Kỹ thuật và phong cách biểu diễn

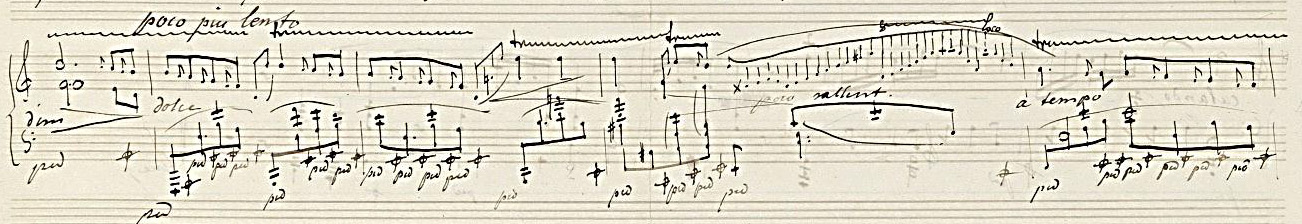
Trích từ Nocturne Op. 62, số 1. (1846, bản thảo của nhà soạn nhạc)

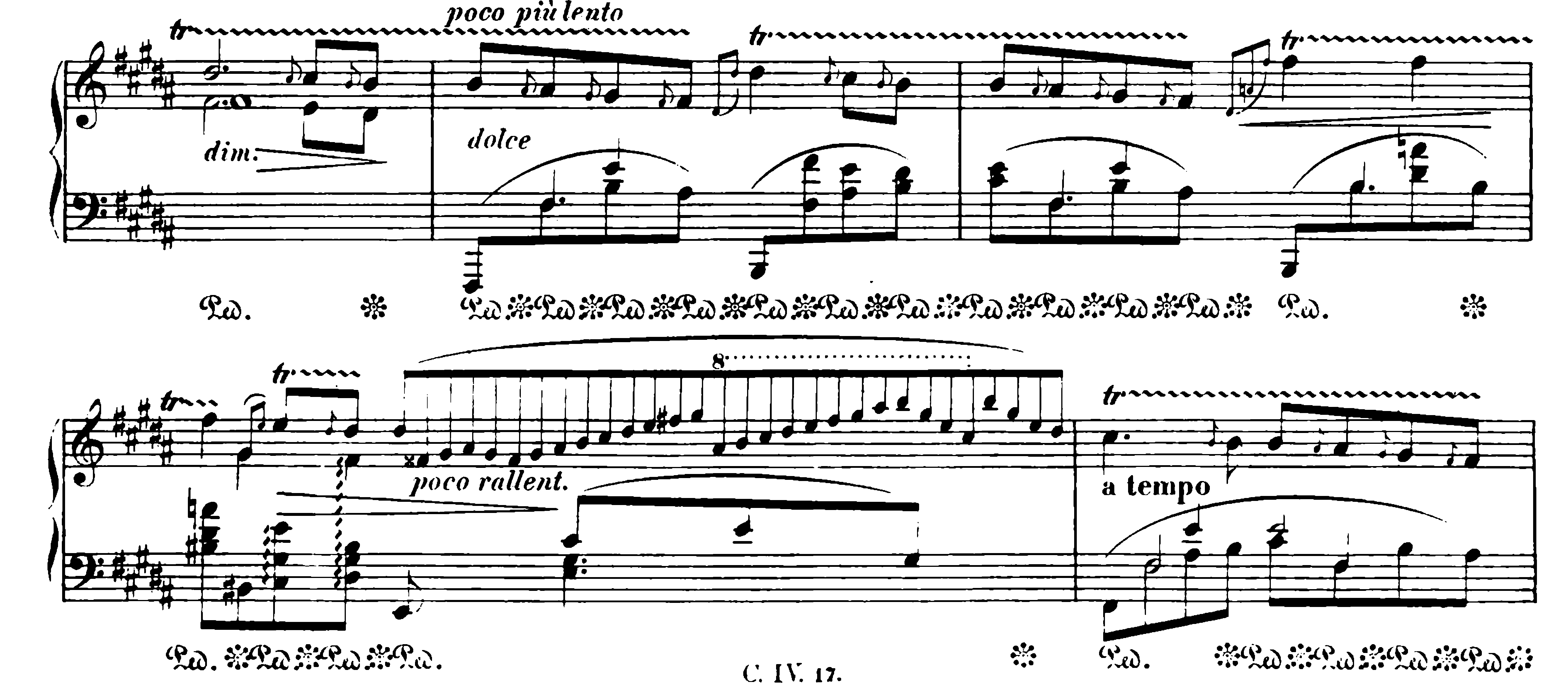
Đoạn tương tự (ấn bản Schirmer năm 1881), thể hiện cách dùng nốt láy rền, nốt láy và hướng dẫn chi tiết về pedal và nhịp độ của Chopin.

Năm 1841, Léon Escudier bình luận về một buổi độc tấu của Chopin trong cùng năm như sau: “Ta có thể nói rằng Chopin là người tạo ra một trường phái trình diễn piano và một trường phái sáng tác mới... Sự thật là không gì sánh bằng sự bay bống, ngọt ngào trong cách mà người nghệ sĩ này dạo trên cây dương cầm. Chopin không tuân theo một tiêu chuẩn về phương pháp chơi nhạc và tin rằng không có một kỹ thuật nhất định để biểu diễn tốt. Phong cách của ông chủ yếu dựa trên việc sử dụng kỹ thuật ngón tay độc lập. Trong Projet de méthode của mình, ông đã viết: "Mọi thứ đều là vấn đề về ngón bấm ... chúng ta không cần phải sử dụng phần còn lại của bàn tay, cổ tay, cẳng tay và cánh tay trên." Ông cũng nói thêm: "Người ta chỉ cần nghiên cứu một vị trí nhất định của bàn tay so với các phím đàn để dễ dàng có được chất lượng âm thanh đẹp nhất, để biết cách chơi các nốt ngắn và nốt dài, và [để đạt được] sự khéo léo không giới hạn." Hệ quả của cách tiếp cận kỹ thuật này trong âm nhạc của Chopin là việc thường xuyên sử dụng toàn bộ phạm vi của bàn phím, các đoạn ở quãng tám kép và các nhóm hợp âm khác, các nốt lặp lại nhanh, việc sử dụng nốt láy và việc sử dụng nhịp điệu tương phản (như nhịp bốn và ba) giữa hai bàn tay.
Jonathan Bellman viết rằng phong cách biểu diễn hòa nhạc hiện đại – được thiết lập theo truyền thống "nhạc viện" của các trường âm nhạc vào cuối thế kỷ 19 và thế kỷ 20, và phù hợp với khán phòng lớn hoặc các buổi thu âm – trái ngược với những gì được biết đến về kỹ thuật biểu diễn thân mật hơn của Chopin. Bản thân Chopin đã nói với một học trò rằng "các buổi hòa nhạc không bao giờ là âm nhạc thực sự, em phải từ bỏ ý tưởng nghe thấy tất cả những điều đẹp đẽ nhất của nghệ thuật trong đó". Các tường thuật đương thời chỉ ra rằng trong quá trình biểu diễn, Chopin tránh các thủ tục cứng nhắc đôi khi được gán ghép không đúng cho ông, chẳng hạn như "luôn tăng dần lên một nốt cao", nhưng ông quan tâm đến cách diễn đạt biểu cảm, nhịp điệu nhất quán và màu sắc nhạy cảm. Berlioz đã viết vào năm 1853 rằng Chopin "đã tạo ra một loại thêu màu ... có hiệu ứng kỳ lạ và hấp dẫn đến mức không thể diễn tả bằng lời ... hầu như không ai ngoài chính Chopin có thể chơi loại nhạc này và mang đến cho một sự thay đổi khác thường này". Hiller viết rằng "Những gì trong tay người khác là sự tô điểm thanh lịch thì trong tay ông đã trở thành một vòng hoa đầy màu sắc."
Âm nhạc của Chopin thường được chơi với rubato, là "thói quen biểu diễn bỏ qua nhịp độ nghiêm ngặt, 'lấy' thời gian từ một số nốt nhạc để tạo hiệu ứng biểu cảm". Có nhiều ý kiến khác nhau về việc nên dùng bao nhiêu ‘’rubato’’ và loại rubato nào phù hợp với các tác phẩm của ông. Charles Rosen bình luận rằng "hầu hết các chỉ dẫn rubato trong Chopin có thể được tìm thấy trong các bản mazurka của ông ... Có khả năng Chopin đã sử dụng hình thức rubato cũ hơn, rất quan trọng đối với Mozart ... [trong đó] trì hoãn nốt giai điệu ở tay phải cho đến sau nốt ở giọng trầm... Một hình thức liên quan tới rubato là việc rải các hợp âm, từ đó làm chậm nốt giai điệu; theo học trò của Chopin Karol Mikuli, Chopin kiên quyết phản đối hình thức này."

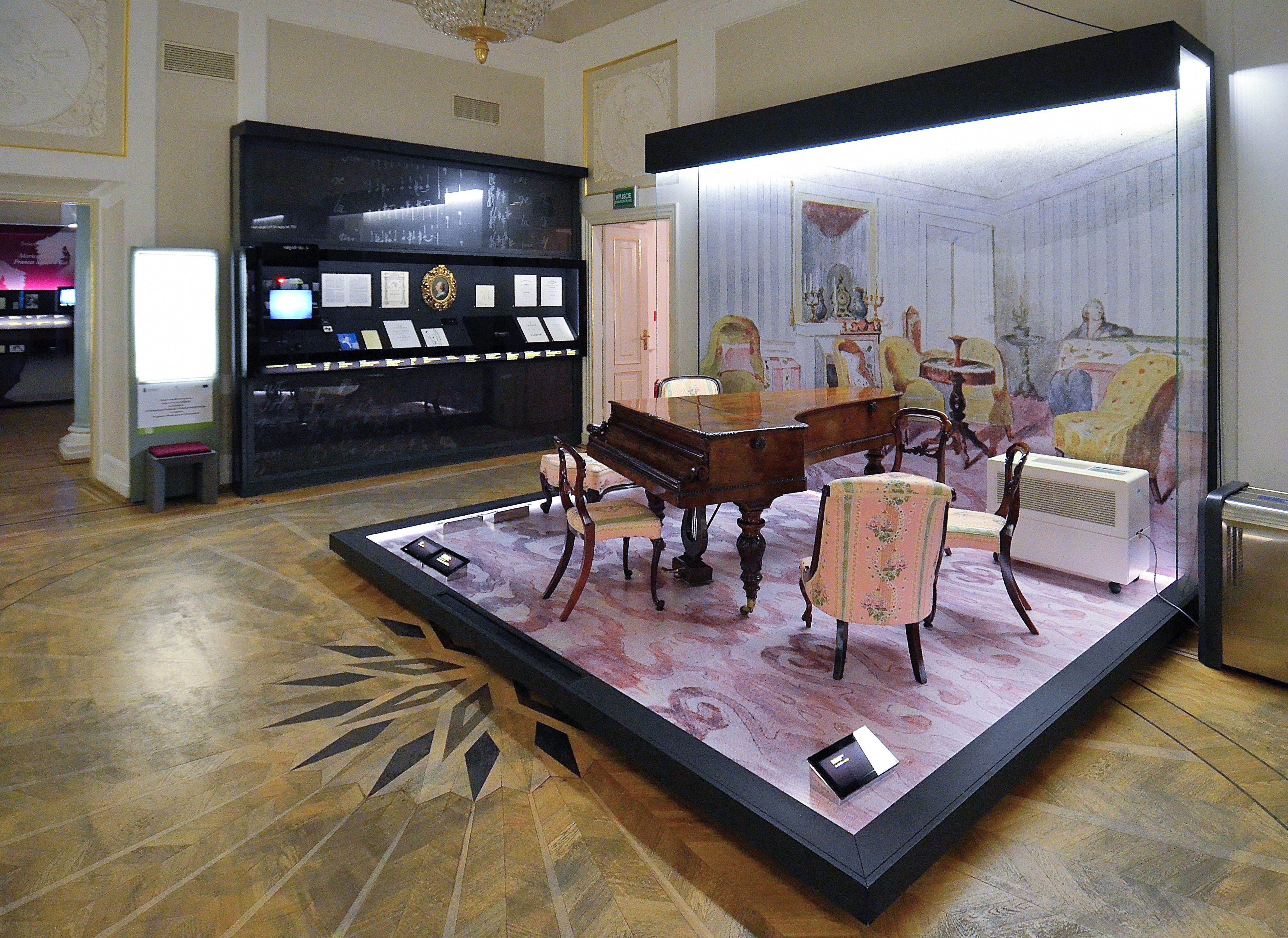
Cây dương cầm (Pleyel) cuối cùng của Chopin, được sử dụng năm 1848–49 (Bảo tàng Fryderyk Chopin, Warszawa)

Học trò của Chopin, Friederike Müller, viết rằng:
Lối chơi của ông luôn cao quý và đẹp đẽ; âm thanh của ông ngân vang, bất kể khi chơi forte mạnh hay piano nhẹ nhàng. Ông đã bỏ ra vô vàn công sức để dạy cho học trò của mình phong cách chơi vừa legato vừa cantabile này. Lời chỉ trích nặng nề nhất của ông là 'Em thậm chí không biết cách ghép hai nốt nhạc lại với nhau.' Ông cũng yêu cầu phải tuân thủ nhịp điệu một cách cực kỳ nghiêm khắc. Ông ghét những rubato kéo dài và lê thê, đặt sai chỗ, cũng như ritardando quá mức [...] chính khía cạnh này làm mọi người mắc phải những lỗi tệ như vậy khi chơi các tác phẩm của ông.

### Nhạc cụ
Khi sống ở Warszawa, Chopin đã sáng tác và chơi nhạc trên một cây dương cầm của nhà chế tạo đàn Fryderyk Buchholtz. Sau đó, khi chuyển tới Paris, Chopin đã mua một cây duơng cầm của Pleyel. Ông đánh giá những cây đàn của Pleyel là "non plus ultra" (không có gì tốt hơn). Là bạn với Chopin khi ở Paris, Franz Liszt đã mô tả âm thanh của cây đàn này là "sự giao thoa giữa pha lê và nước". Trong các bức thư của mình Chopin viết rằng ông có ba cây duơng cầm tại căn nhà ở London: "Tôi có một phòng khách lớn với ba cây dương cầm, một Pleyel, một Broadwood và một Erard."

### Bản sắc Ba Lan
Karol Szymanowski, 1923

Với những bản mazurka và polonaise, Chopin được cho là đã mang đến một cảm giác mới về chủ nghĩa dân tộc cho âm nhạc. Trong bài đánh giá năm 1836 về các bản concerto cho dương cầm, Schumann đã nhấn mạnh tình cảm sâu sắc của nhà soạn nhạc dành cho quê hương Ba Lan của mình, ông viết:
Bây giờ, khi người Ba Lan đang đau buồn sâu sắc [sau thất bại của Cuộc nổi dậy tháng 11 năm 1830], sức hấp dẫn của họ đối với chúng tôi, những nghệ sĩ, thậm chí còn mạnh mẽ hơn ... Nếu nhà độc tài hùng mạnh ở phía bắc [tức Nicholas I của Nga] biết rằng trong các tác phẩm của Chopin, trong những giai điệu đơn giản của các bản mazurka ẩn chứa một kẻ thù nguy hiểm, ông ta sẽ ra lệnh cấm âm nhạc của Chopin. Các tác phẩm của Chopin giống như đại bác chôn vùi trong hoa!

Tiểu sử về Chopin được xuất bản năm 1863 dưới tên Franz Liszt (nhưng có lẽ được Carolyne zu Sayn-Wittgenstein viết) nêu rằng Chopin "phải là nhạc sĩ hàng đầu trong số những nhạc sĩ đầu tiên ... cá nhân hóa trong chính họ cảm quan thơ ca của cả một quốc gia".
Một số nhà bình luận hiện đại không đồng tình với việc cường điệu hóa vai trò đứng đầu của Chopin như một nhà soạn nhạc "dân tộc" hoặc "yêu nước". George Golos nhắc đến các nhà soạn nhạc mang “chủ nghĩa dân tộc" trước đó ở Trung Âu, gồm Michał Kleofas Ogiński và Franciszek Lessel từ Ba Lan, những người sử dụng các hình thức polonaise và mazurka. Barbara Milewski cho rằng trải nghiệm của Chopin về âm nhạc Ba Lan phần nhiều đến từ các phiên bản Warszawa "đô thị hóa" hơn là từ âm nhạc dân gian, và rằng những nỗ lực của Jachimecki và những người khác nhằm thể hiện âm nhạc dân gian đích thực trong các tác phẩm của ông là không có cơ sở. Richard Taruskin chỉ trích thái độ của Schumann đối với các tác phẩm của Chopin là sự hạ cố, và bình luận rằng Chopin "cảm nhận sâu sắc và chân thành lòng yêu nước Ba Lan" nhưng đã có chủ ý xây dựng các tác phẩm của mình theo truyền thống của Bach, Beethoven, Schubert và Field.
William Atwood đã hòa hợp các quan điểm này như sau:
Không thể nghi ngờ rằng việc [Chopin] sử dụng các hình thức âm nhạc truyền thống như polonaise và mazurka đã khơi dậy tình cảm dân tộc và ý thức gắn kết giữa những người Ba Lan sống rải rác khắp châu Âu và Tân Thế giới ... Trong khi một số người tìm kiếm sự an ủi ở [các tac phẩm], những người khác lại thấy chúng là nguồn sức mạnh trong cuộc đấu tranh liên tục giành tự do của họ. Mặc dù âm nhạc của Chopin chắc chắn đến với ông một cách trực quan hơn là thông qua bất kỳ thiết kế yêu nước có ý thức nào, nhưng tất cả đều tượng trưng cho ý chí của người dân Ba Lan ... 

### Đón nhận và ảnh hưởng

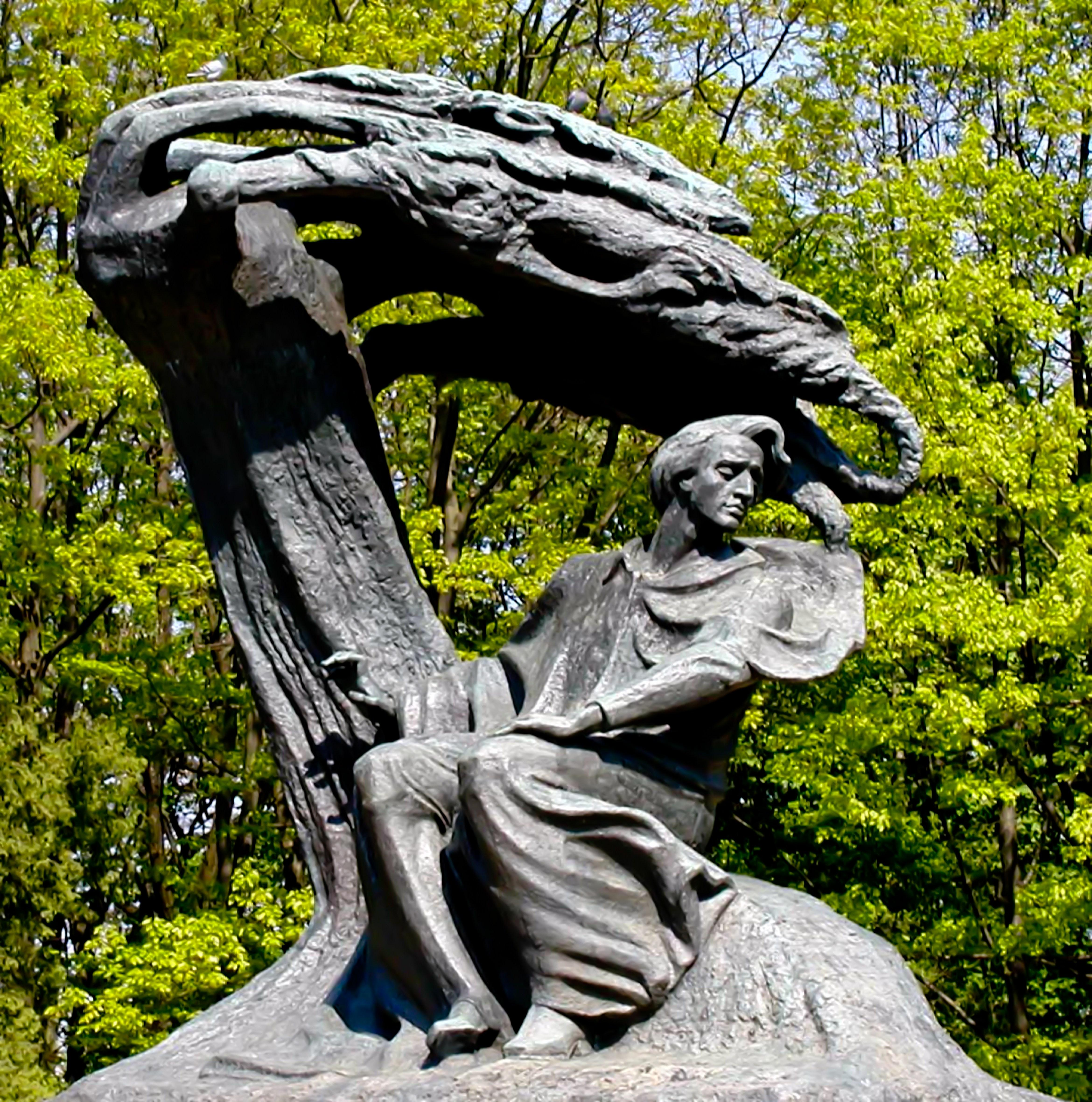
Tượng đài Frédéric Chopin tại công viên Łazienk, Warszawa, do Wacław Szymanowski thiết kế

Jones bình luận rằng "Vị thế độc đáo của Chopin như một nhà soạn nhạc, mặc dù thực tế là hầu như mọi thứ ông viết đều dành cho dương cầm, hiếm khi bị nghi ngờ." Ông cũng ghi nhận rằng Chopin may mắn khi đã đến Paris vào năm 1831. Jones ghi rằng những yếu tố như "môi trường nghệ thuật, các nhà xuất bản sẵn lòng in nhạc cho ông, những người giàu có và quý tộc trả tiền cho các bài học dành cho họ theo yêu cầu của Chopin" kèm theo thiên tài âm nhạc đã thúc đẩy danh tiếng đương thời và sau này của Chopin. Trong khi bệnh tật và chuyện tình của ông phù hợp với một số khuôn mẫu của chủ nghĩa lãng mạn, sự xuất hiện hiếm hoi của ông trong các buổi độc tấu trước công chúng (trái ngược với các buổi biểu diễn tại các buổi tiệc sang trọng ở Paris) khiến Arthur Hutchings cho rằng "việc ông không có sự khoa trương giống Byron [và] sự ẩn dật quý tộc của ông khiến ông trở nên đặc biệt" giữa những nhân vật đương thời trong chủ nghĩa lãng mạn như Liszt và Henri Herz.
Phẩm chất của Chopin với tư cách là một nghệ sĩ dương cầm và nhà soạn nhạc đã được nhiều nhạc sĩ đồng nghiệp của ông công nhận. Schumann đã đặt tên một tác phẩm cho ông trong tổ khúc Carnaval, và Chopin sau đó dành tặng Ballade số 2 cung Fa trưởng cho Schumann. Các yếu tố âm nhạc của Chopin có thể được tìm thấy trong nhiều tác phẩm sau này của Liszt. Liszt về sau đã chuyển soạn 6 bài hát tiếng Ba Lan của Chopin cho đàn dương cầm. Chopin có mối tình bạn ít căng thẳng hơn với Alkan, người mà ông đã thảo luận về các yếu tố của nhạc dân gian và bị ảnh hưởng sâu sắc bởi cái chết của Chopin.
Tại Paris, Chopin thu hút được nhiều học trò, trong đó gồm Friedericke Müller, người đã để lại hồi ký về phương pháp giảng dạy của ông, và thần đồng Carl Filtsch, người được Chopin và Sand dành sự quan tâm lớn. Chopin dạy Filtsch 3 buổi mỗi tuần và cậu là học trò duy nhất được Chopin dạy sáng tác. Đặc biệt hơn, cậu đã nhiều lần chia sẻ sân khấu cùng Chopin. Những học trò lâu năm của Chopin, Karol Mikuli và Georges Mathias, bản thân họ cũng là giáo viên dạy dương cầm và đã truyền đạt chi tiết về cách chơi của Chopin cho học trò của họ; trong số đó, một số người (như Raoul Koczalski) đã thu âm nhạc của Chopin. Những nghệ sĩ dương cầm và nhà soạn nhạc khác chịu ảnh hưởng của phong cách Chopin bao gồm Louis Moreau Gottschalk, Édouard Wolff và Pierre Zimmermann. Debussy đề tặng bộ Étude cho dương cầm năm 1915 của mình để tưởng nhớ Chopin; ông thường xuyên chơi nhạc của Chopin trong thời gian học tại Nhạc viện Paris, và đảm nhận việc biên tập các tác phẩm dương cầm của Chopin cho nhà xuất bản Jacques Durand.
Các nhà soạn nhạc Ba Lan trong thế hệ sau gồm những nghệ sĩ như Moritz Moszkowski; nhưng theo quan điểm của J. Barrie Jones, "người kế thừa xứng đáng" của Chopin trong số những người đồng hương là Karol Szymanowski. Edvard Grieg, Antonín Dvořák, Isaac Albéniz, Pyotr Ilyich Tchaikovsky và Sergei Rachmaninoff, cùng những người khác, được các nhà phê bình coi là chịu ảnh hưởng từ việc sử dụng các điệu thức và thành ngữ dân tộc của Chopin. Alexander Scriabin đã cống hiến hết mình cho âm nhạc của Chopin, và những tác phẩm được xuất bản đầu tiên của ông bao gồm 19 bản mazurka cũng như nhiều bản étude và prelude; giáo viên Nikolai Zverev đã dạy ông các tác phẩm của Chopin để nâng cao trình độ biểu diễn của ông. Vào thế kỷ 20, một số nhà soạn nhạc đã tôn vinh (hoặc trong một số trường hợp nhại lại) âm nhạc của Chopin bao gồm George Crumb, Leopold Godowsky, Bohuslav Martinů, Darius Milhaud, Igor Stravinsky, và Heitor Villa-Lobos.
Âm nhạc của Chopin được sử dụng trong vở ballet năm 1909 Chopiniana, do Michel Fokine biên đạo và Alexander Glazunov phối khí. Sergei Diaghilev đã đặt hàng thêm các bản phối khí từ Stravinsky, Anatoly Lyadov, Sergei Taneyev và Nikolai Tcherepnin cho các tác phẩm về sau, sử dụng Les Sylphides làm tiêu đề. Các nhà soạn nhạc nổi tiếng khác đã sáng tác các bản phối khí cho vở ballet, bao gồm Benjamin Britten, Roy Douglas, Alexander Gretchaninov, Gordon Jacob và Maurice Ravel, nhưng tổng phổ tác phẩm của Ravel đã bị thất lạc.
Nhà âm nhạc học Erinn Knyt viết rằng: "Vào thế kỷ XIX, Chopin và âm nhạc của ông thường bị coi là nữ tính, phi giới tính, trẻ con, ốm yếu và 'khác biệt về mặt dân tộc.'" Nhà sử học âm nhạc Jeffrey Kallberg cho biết trong thời của Chopin, "những người nghe thể loại nocturne cho dương cầm thường che giấu phản ứng của họ bằng hình ảnh nữ tính", và ông đã trích dẫn nhiều ví dụ về những phản ứng như vậy đối với các bản nocturne của Chopin. Một lý giải có thể là "nhân khẩu học" – bởi có nhiều nghệ sĩ dương cầm nữ hơn nam, và việc chơi những bản nhạc "lãng mạn" như vậy được các nhà phê bình nam giới coi là trò tiêu khiển gia đình của phụ nữ. Sự phân biệt giới tính như vậy thường không được áp dụng cho các thể loại khác trong các tác phẩm của Chopin, chẳng hạn như scherzo hay polonaise. Nhà sử học văn hóa Edward Said đã trích dẫn một số ví dụ từ cuốn sách The Romantic Generation của nghệ sĩ dương cầm và nhà văn Charles Rosen để thể hiện các kỹ năng của Chopin trong "việc lập kế hoạch, đa âm và sự sáng tạo hòa âm tuyệt đối", như là dẫn chứng để phản bác quan niệm rằng Chopin là "một nhà soạn nhạc nhỏ lẻ, mang cảm hứng thoáng qua, và chỉ phù hợp với các phòng khách salon."

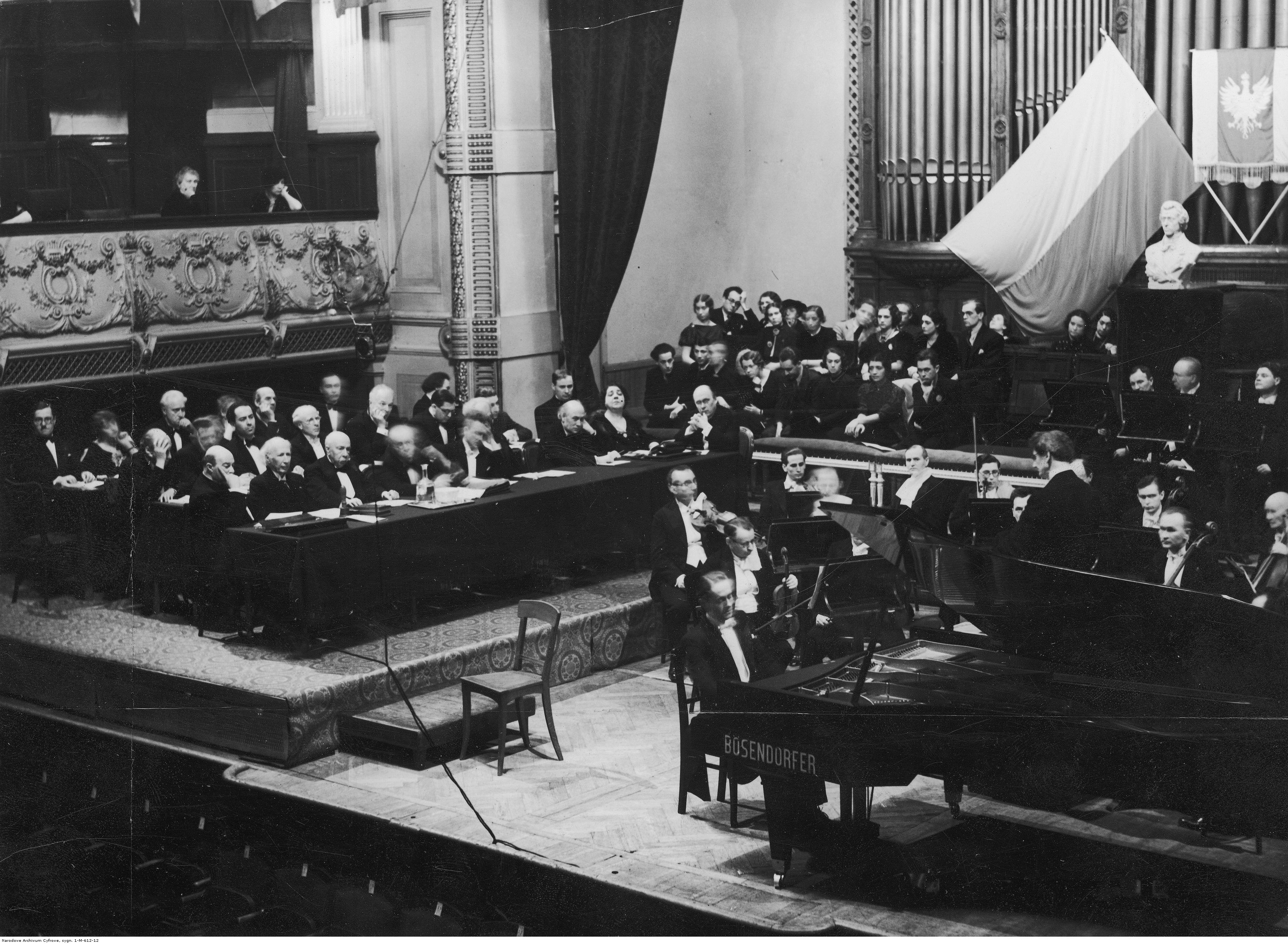
Cuộc thi piano quốc tế Chopin lần thứ 3, năm 1937

Cho đến bây giờ, các tác phẩm của Chopin vẫn còn rất phổ biến và thường xuyên được biểu diễn, thu âm và phát sóng trên toàn thế giới. Cuộc thi âm nhạc chuyên khảo lâu đời nhất thế giới, Cuộc thi piano quốc tế Chopin, được thành lập vào năm 1927 và được tổ chức 5 năm một lần tại Warszawa.
Viện Fryderyk Chopin liệt kê hơn 80 hiệp hội trên toàn thế giới dành riêng cho nhà soạn nhạc và âm nhạc của ông. Trang web của Viện cũng liệt kê hơn 1500 buổi biểu diễn các tác phẩm của Chopin trên YouTube tính đến  tháng 4 năm 2021.

## Các bản thu âm
Thư viện Anh viết rằng "Các tác phẩm của Chopin đã được ghi âm lại bởi tất cả các nghệ sĩ dương cầm vĩ đại trong thời đại ghi âm." Bản thu âm sớm nhất là buổi biểu diễn tác phẩm Nocturne cung Mi trưởng, Op. 62, số 2 do Paul Pabst thực hiện vào năm 1895. Trang web Thư viện Anh cung cấp một số bản thu âm lịch sử, bao gồm một số bản của Alfred Cortot, Ignaz Friedman, Vladimir Horowitz, Benno Moiseiwitsch, Ignacy Jan Paderewski, Arthur Rubinstein, Xaver Scharwenka, Josef Hofmann, Vladimir de Pachmann, Moriz Rosenthal và nhiều nghệ sĩ khác. Một danh sách đĩa nhạc chọn lọc gồm bản ghi âm các tác phẩm của Chopin do các nghệ sĩ dương cầm đại diện cho nhiều truyền thống sư phạm khác nhau bắt nguồn từ Chopin đã được James Methuen-Campbell đưa ra trong công trình theo dõi dòng dõi và đặc điểm của những truyền thống đó.
Hiện giờ có nhiều bản thu âm các tác phẩm của Chopin. Nhân dịp kỷ niệm 200 năm ngày mất của nhà soạn nhạc, các nhà phê bình của The New York Times đã giới thiệu các buổi biểu diễn của các nghệ sĩ dương cầm đương đại sau đây (cùng nhiều người khác): Martha Argerich, Vladimir Ashkenazy, Emanuel Ax, Evgeny Kissin, Ivan Moravec, Murray Perahia, Maria João Pires, Maurizio Pollini, Alexandre Tharaud, Lý Vân Địch và Krystian Zimerman. Hiệp hội Warszawa Chopin tổ chức cuộc thi 5 năm một lần mang tên Grand prix du disque de F. Chopin để vinh danh các bản thu âm tác phẩm của Chopin đáng chú ý.

## Trong văn học, sân khấu, điện ảnh và truyền hình

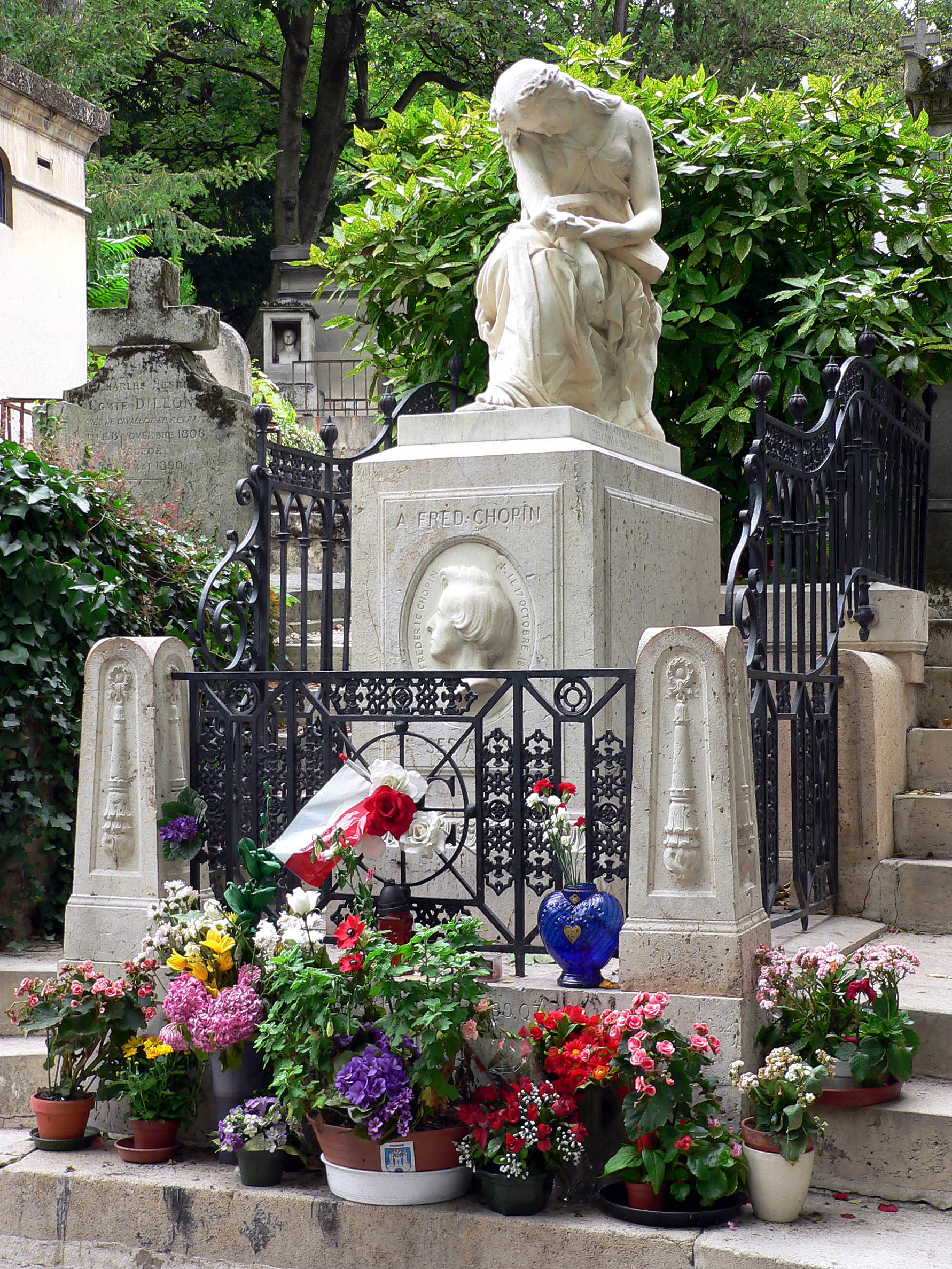
Mộ Chopin tại nghĩa trang Père Lachaise, Pháp

Chopin xuất hiện rộng rãi trong văn học Ba Lan, cả trong các nghiên cứu phê bình nghiêm túc và trong các tác phẩm hư cấu. Dẫn chứng sớm nhất có lẽ là một bài sonnet năm 1830 về Chopin của Leon Ulrich. Các nhà văn Pháp viết về Chopin (ngoài Sand) bao gồm Marcel Proust and André Gide, và ông cũng đã xuất hiện trong các tác phẩm của Gottfried Benn và Boris Pasternak. Hiện có sẵn rất nhiều tiểu sử về Chopin được viết bằng tiếng Anh (xem thêm ở phần thư mục).
Có lẽ tác phẩm hư cấu đầu tiên dựa trên Chopin là một phiên bản opera kỳ ảo về một số sự kiện của ông: Chopin (1901). Bài nhạc – dựa trên chính tác phẩm của Chopin – được Giacomo Orefice biên soạn, với phần lời của Angiolo Orvieto.
Cuộc đời của Chopin đã được chuyển thể thành nhiều bộ phim hư cấu. Ngay từ năm 1919, mối quan hệ của Chopin với ba người phụ nữ – người yêu thời trẻ Mariolka, tiếp theo là ca sĩ người Ba Lan Sonja Radkowska, và sau đó là George Sand – đã được miêu tả trong bộ phim câm Nocturno der Liebe (1919) của Đức. Bộ phim tiểu sử năm 1945 A Song to Remember đã mang về cho diễn viên đóng vai Chopin Cornel Wilde một đề cử của Giải thưởng Viện hàn lâm cho Nam diễn viên chính xuất sắc nhất. Các tác phẩm điện ảnh khác bao gồm La valse de l'adieu (1928) của Henry Roussel, với Pierre Blanchar trong vai Chopin; Impromptu (1991), với sự tham gia của Hugh Grant trong vai Chopin; La note bleue (1991); và Chopin: Desire for Love (2002).
Cuộc đời của Chopin được đề cập trong bộ phim tài liệu năm 1999 của BBC mang tên Omnibus do András Schiff và Mischa Scorer thực hiện, trong một bộ phim tài liệu năm 2010 thực hiện bởi Angelo Bozzolini và Roberto Prosseda cho truyền hình Ý, và trong một bộ phim tài liệu của BBC Four mang tên Chopin – The Women Behind The Music (tạm dịch: Chopin – Người đàn bà đằng sau âm nhạc) (2010).